# Timaios

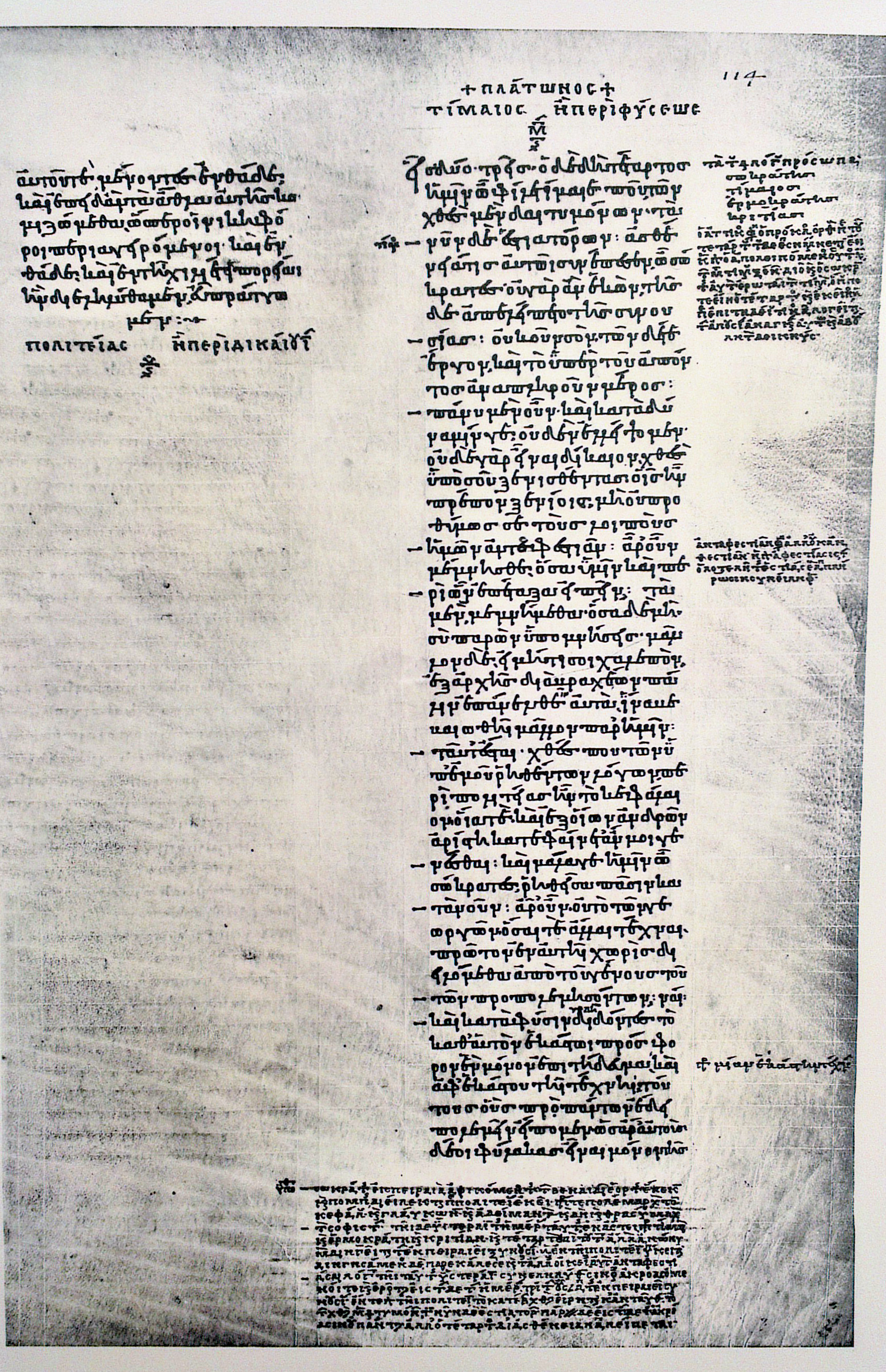
Der Anfang des Timaios in der ältesten erhaltenen mittelalterlichen Handschrift: Paris, Bibliothèque Nationale, Gr. 1807 (9. Jahrhundert)

Der Timaios (altgriechisch Τίμαιος Tímaios, latinisiert Timaeus) ist ein in Dialogform verfasstes Spätwerk des griechischen Philosophen Platon. Darin wird ein fiktives, literarisch gestaltetes Gespräch wörtlich wiedergegeben. Beteiligt sind Platons Lehrer Sokrates, ein vornehmer Athener namens Kritias und zwei Gäste aus dem griechisch besiedelten Süditalien: der Philosoph Timaios von Lokroi, nach dem der Dialog benannt ist, und der Politiker Hermokrates von Syrakus.
Sokrates und Hermokrates ergreifen nur im Einleitungsgespräch das Wort. Danach berichtet Kritias von einem Abwehrkrieg, den Athen nach seinen Worten vor neun Jahrtausenden gegen das mythische Inselreich Atlantis führte und gewann. Anschließend hält Timaios einen langen naturphilosophischen Vortrag, der den weitaus größten Teil des Dialogs ausmacht.
Nach Timaios’ Darstellung ist der Kosmos hauptsächlich von zwei Faktoren geprägt, der Vernunft und der Notwendigkeit. Bei der Erschaffung des Alls wollte der vernünftige, wohlwollende Schöpfergott, der Demiurg, das Bestmögliche erreichen. Dazu musste er sich mit der „Notwendigkeit“ – vorgegebenen Sachzwängen – arrangieren und aus dem Chaos der bereits vorhandenen Materie Ordnung schaffen. Er bildete die Weltseele, mit der er den Kosmos zu einem lebendigen, beseelten Wesen machte. Den von ihm hervorgebrachten untergeordneten Gottheiten wies er die Aufgabe zu, den menschlichen Körper zu erschaffen. Die unsterblichen individuellen Seelen schuf er selbst. Sie treten im Rahmen der Seelenwanderung immer wieder in neue Körper ein. Nachdrücklich weist Timaios auf die Güte des Schöpfers und die Harmonie und Schönheit der Welt hin.
Von der Antike bis zum Spätmittelalter erzielte der Timaios die stärkste und nachhaltigste Wirkung von allen Werken Platons. Im Mittelalter blieb er bis ins 12. Jahrhundert das einzige den lateinischsprachigen Gelehrten zugängliche Werk des antiken Denkers. Im 12. Jahrhundert erreichte die Rezeption ihre größte Intensität, als die platonisch orientierten Philosophen der Schule von Chartres den biblischen Schöpfungsglauben mit dem Weltbild des Timaios zu harmonisieren trachteten. Die moderne Forschung griff die schon in der Antike umstrittene Frage auf, ob der Schöpfungsbericht wörtlich im Sinne eines bestimmten historischen Vorgangs oder sinnbildlich als Veranschaulichung einer ewigen Wirklichkeit zu verstehen ist. Nach der heute vorherrschenden Auffassung ist die Schöpfung des Demiurgen nicht als ein bereits abgeschlossenes Ereignis, sondern als beständiger Prozess zu verstehen.

## Der literarische und historische Kontext
Die gesamte Dialogsituation ist eine literarische Konstruktion Platons und beruht auf keinem historischen Ereignis.

### Die Gesprächssituation
Im Gegensatz zu manchen anderen platonischen Dialogen weist der Timaios keine Rahmenhandlung auf. Das Geschehen wird nicht von einem Berichterstatter erzählt, sondern setzt unvermittelt ein und wird durchgängig in direkter Rede wiedergegeben. Diese Darstellungsweise des Dialoggeschehens ohne narrativen Rahmen wird in der Fachliteratur als „dramatischer“ bzw. „mimetischer“ Modus bezeichnet. Allerdings bietet der Dialog kaum „Dramatik“, da er größtenteils aus einem kürzeren und einem sehr langen Vortrag besteht. Nur im Einleitungsteil kommt der Gesprächscharakter zur Geltung.
Die Zusammenkunft findet in Athen statt. Der genaue Ort wird nicht genannt; jedenfalls handelt es sich weder um das Haus des Kritias noch um den Wohnsitz des Sokrates. Der Leser erfährt aber, dass Timaios und Hermokrates während ihres Aufenthalts in Athen als Gäste des Kritias in dessen Haus wohnen.
Die Atmosphäre der Zusammenkunft ist freundschaftlich, kooperativ und von gegenseitigem Respekt geprägt. Darin unterscheidet sich der Timaios von vielen platonischen Dialogen, in denen konträre Auffassungen aufeinanderstoßen und Widerlegung angestrebt wird, wobei manchmal auch Schärfe und Ironie ins Spiel kommen.
Am Vortag ist Sokrates der Gastgeber gewesen und hat seine Gäste mit geistiger Nahrung bewirtet, indem er ihnen sein Staatsideal erläuterte. Nun sind die Rollen vertauscht, diesmal ist er als Gast gekommen, und die drei anderen sind Gastgeber und wollen sich mit Gegengaben derselben Art erkenntlich zeigen.

### Das Trilogieprojekt
Nach der Absicht des Autors sollte der Timaios den ersten Teil einer geplanten Trilogie – eines dreiteiligen Gesamtwerks – bilden. Die Trilogie sollte aus drei zeitlich unmittelbar aufeinanderfolgenden Gesprächen mit denselben vier Teilnehmern bestehen. Sie sollte mit dem Timaios beginnen, mit dem Kritias fortgesetzt werden und mit dem Hermokrates enden. Der Kritias blieb aber unvollendet und den Hermokrates hat Platon wahrscheinlich nie begonnen, wohl weil er das Trilogieprojekt aufgab.
Zählt man das Gespräch am Vorabend hinzu, auf das in der Rahmenhandlung des Dialoges am Anfang des Timaios verwiesen wird, würde es sich sogar um eine vierteilige Tetralogie von Dialogen handeln. Das Gespräch am Vorabend enthielt offenbar viele Elemente aus Platons Dialog Politeia, war aber inhaltlich nicht völlig mit diesem Dialog deckungsgleich. Auch die Dialogteilnehmer sind andere.
Alle drei Teile der Trilogie sollten dadurch gekennzeichnet sein, dass die Interaktion zwischen den Teilnehmern stark in den Hintergrund tritt. Vorgesehen war, dass jeweils einer als Hauptsprecher auftritt und den anderen einen Vortrag hält. Dabei wollte der Autor nicht nur Wissensvermittlung darstellen, sondern die Konstellation mit den geplanten drei Auftritten hatte auch einen Wettkampfcharakter im Sinne des in der griechischen Mentalität verwurzelten „agonalen Prinzips“. Nur für Sokrates, der nicht mit den anderen in Konkurrenz treten sollte, war kein Vortrag vorgesehen. Wie man zu Beginn des Timaios erfährt, hat er seinen Beitrag schon am Vortag der Zusammenkunft geleistet, als er Gastgeber war; nun hört er als Gast den anderen zu.
Nach einer Hypothese, die in der Forschung Anklang gefunden hat, hatte Platon anfänglich einen einheitlichen, aus drei Teilen bestehenden Dialog schreiben wollen. Der Timaios und der Kritias sollten wohl ursprünglich zusammen mit dem Hermokrates ein einziges Werk bilden. Erst nachdem sich herausgestellt hatte, dass das Gesamtwerk nicht vollendet werden konnte, wurde der vorhandene Text in zwei separate Dialoge zerlegt. Wegen dieser Zusammengehörigkeit ist in der Forschungsliteratur oft vom „Timaios-Kritias“ die Rede.
Die Konzeption der Trilogie ist schon im Einleitungsgespräch des Timaios erkennbar. Dort erfährt man, dass sich die drei Gastgeber Timaios, Kritias und Hermokrates eine umfassende Thematik, die sie ihrem Gast in drei Vorträgen darlegen wollen, aufgeteilt haben. Sie haben vor, aus philosophischer Perspektive erst den Anfang der Naturgeschichte und dann Ausschnitte der Menschheitsgeschichte darzustellen. Timaios hat die Aufgabe übernommen, als erster zu reden und den Verlauf der Weltschöpfung zu schildern. Dann soll Kritias anhand des Atlantis-Mythos eine lehrreiche Phase der Weltgeschichte beleuchten. Abschließend wird Hermokrates im dritten Teil der Trilogie das Wort ergreifen. Das Ziel ist offenbar, ein Gesamtbild der Geschichte und Beschaffenheit des Kosmos und seiner Bewohner zu skizzieren.

### Die Gesprächsteilnehmer
Bei der Zusammenkunft sind vier Männer anwesend. Sokrates, Kritias und Hermokrates sind sicher historische Personen. Bei Timaios hingegen ist unklar, ob er tatsächlich gelebt hat oder eine von Platon erfundene Gestalt ist.

#### Timaios
Im Dialog erscheint Timaios als vornehmer und reicher Bürger der griechischen Kolonie Lokroi Epizephyrioi in Kalabrien, der in seiner Heimatstadt hohe Ämter ausgeübt hat. Seine Kompetenz in allen Bereichen der Philosophie, besonders auf dem Gebiet der Naturphilosophie, sowie in der Astronomie wird hervorgehoben. Er wird nicht als Pythagoreer bezeichnet, doch legt seine süditalienische Herkunft den Gedanken an eine Verbindung mit der pythagoreischen Bewegung nahe. Sein Weltbild enthält zwar pythagoreische Elemente, aber auch auffallend viel Unpythagoreisches; jedenfalls ist er kein typischer Pythagoreer.
In der Altertumswissenschaft herrscht die Ansicht vor, dass Platon die Gestalt des Timaios erfunden hat. Es ist vermutet worden, dass er ihr Züge des ihm bekannten Pythagoreers Archytas von Tarent verlieh. Das Hauptargument für die Annahme einer literarischen Fiktion ist, dass alle von den antiken Quellen überlieferten Informationen über Timaios aus Platons Angaben abgeleitet sein können, abgesehen von einer sehr späten und daher nicht vertrauenswürdigen Notiz. Bei Platon erscheint Timaios als wichtiger Politiker und bedeutender Wissenschaftler; ein solcher hätte aber, wenn er tatsächlich gelebt hätte, in den Quellen wohl eine Spur hinterlassen. Ein Gegenargument lautet, dass Platons namentlich genannte Dialogfiguren in der Regel historische Personen sind. Daher schließen einige Altertumswissenschaftler die Historizität des Timaios nicht aus; es wird sogar die Möglichkeit in Betracht gezogen, dass Platon ihn in Lokroi besucht hat.

#### Kritias
Die historische Identität der Dialogfigur Kritias ist umstritten. In der älteren Forschung galt es als selbstverständlich, dass Platon im Timaios und im Kritias den Politiker „Kritias IV“ (* frühestens um 460 v. Chr.; † 403 v. Chr.) auftreten ließ. Dieser Kritias, der auch als Dichter hervortrat, stammte aus einer vornehmen und wohlhabenden Familie Athens und war ein Vetter von Platons Mutter Periktione. Er gehörte zu den profiliertesten Vertretern der oligarchischen Richtung. Nach der katastrophalen Niederlage seiner Heimatstadt gegen Sparta im Peloponnesischen Krieg übernahm er eine Führungsrolle, als eine oligarchische Gruppe im Jahr 404 v. Chr. die demokratische Staatsordnung beseitigte. Die Oligarchen ergriffen die Macht und richteten einen „Rat der Dreißig“ als höchstes Gremium ein. In dem dreißigköpfigen Rat, der aus den Anführern der oligarchischen Bewegung bestand, spielte Kritias eine wichtige Rolle. Die mit Terror verbundene Herrschaft der Dreißig dauerte allerdings nicht lange. Schon im folgenden Jahr 403 erlitten die Truppen der Oligarchen im Kampf gegen eine Streitmacht von exilierten Demokraten eine entscheidende Niederlage, wobei Kritias im Kampf fiel.
Gegen die Identifizierung der Dialogfigur mit „Kritias IV“ spricht allerdings eine eindeutige Angabe im Timaios: Platons Kritias erwähnt seinen gleichnamigen Großvater und seinen Urgroßvater Dropides, der mit dem berühmten Staatsmann und Gesetzgeber Solon eng befreundet gewesen sei. Wenn man vom Wortlaut des Timaios und vom historisch korrekten Stammbaum der Familie ausgeht, ist der Dialogteilnehmer Kritias als Urenkel des Dropides nicht „Kritias IV“, sondern dessen Großvater, der um 520 v. Chr. geborene „Kritias III“. Über „Kritias III“ ist sehr wenig bekannt; immerhin ist seine Existenz archäologisch gesichert. Die Gleichsetzung der Dialogfigur mit „Kritias III“ hat eine Reihe von Befürwortern, bei anderen Historikern stößt sie auf Ablehnung.
Für die Identifizierung mit „Kritias III“ sind eine Reihe von Argumenten vorgebracht worden:
- „Kritias IV“ war der profilierteste und verhassteste Repräsentant der oligarchischen Schreckensherrschaft. Nach seiner Niederlage und seinem Tod war er in seiner wieder demokratisch gewordenen Heimatstadt völlig diskreditiert, da man ihm die willkürlichen Hinrichtungen während der Herrschaft der Dreißig anlastete. Daher hätten es Platons Zeitgenossen als ungeheure Provokation betrachtet, wenn der Philosoph in seinen Dialogen diesem Politiker die ehrenvolle Rolle, Heldentaten zu verherrlichen, zugewiesen hätte. Hinzu kommt, dass Platons Sokrates im Timaios seine Wertschätzung für Kritias ausdrückt.[16]
- Platons Kritias berichtet, er habe im Alter von zehn Jahren mit seinem gleichnamigen, damals fast neunzigjährigen Großvater gesprochen, der als Kind Solon gekannt habe. Zwischen dem Tod Solons 560/559 v. Chr.[17] und der Mitte des 5. Jahrhunderts, als der frühestens um 460[18] geborene „Kritias IV“ zehnjährig war, liegen aber rund 110 Jahre. Daher kann der Großvater des Oligarchen, wenn er um 450 fast neunzigjährig war, keinesfalls vor Solons Tod schon am Leben gewesen sein.[19]
- Der literarische Kritias erwähnt im Timaios, dass zur Zeit seiner Kindheit die Gedichte Solons noch neu waren und von vielen Knaben gesungen wurden.[20] Das kann für die Zeit um 450 nicht zutreffen.[21]
- Platons literarischer Kritias weist darauf hin, dass er über ein gutes Langzeitgedächtnis, aber ein schlechtes Kurzzeitgedächtnis verfügt. Dieser greisenhafte Gedächtniszustand passt nicht zu „Kritias IV“, der zur Zeit der Dialoghandlung noch relativ jung war.[22]
- Wenn Platon den Oligarchen meinte, hat er in seinen genealogischen Angaben zwei Generationen übersprungen. Ein so krasser Irrtum ist nicht plausibel, denn es handelt sich um Platons eigene Vorfahren – „Kritias III“ war sein Urgroßvater – und es ist bekannt, dass er auf den Ruhm seines Geschlechts und die Kenntnis der eigenen Abstammung Wert legte, wie es damals in vornehmen Familien üblich war.[23]
- In anderen Dialogen, in denen Platon „Kritias IV“ auftreten lässt (Protagoras, Charmides), nennt er ihn ausdrücklich „Sohn des Kallaischros“, womit er Verwechslungen ausschließt. Dies spricht dafür, dass das Fehlen dieses identifizierenden Hinweises im Timaios und im Kritias nicht zufällig ist, sondern darauf deutet, dass es sich um eine andere Person handelt.[24]

Die Forscher, die meinen, der Dialogteilnehmer müsse der Oligarch „Kritias IV“ sein, unterstellen Platon einen Irrtum oder bewusste Missachtung der genealogischen Tatsachen. Sie bringen folgende Argumente vor:
- Der historische „Kritias III“ war zur Zeit der Entstehung des Timaios wohl der Öffentlichkeit nicht mehr bekannt. Daher mussten Platons Zeitgenossen, wenn sie im Dialog den Namen der Titelgestalt lasen, an den berüchtigten Oligarchen denken, was auch die gesamte antike Nachwelt getan hat. Das deutet darauf, dass Platon ihn gemeint hat.[25]
- Anscheinend wurde zu Platons Lebzeiten der zeitliche Abstand zu Solons Epoche unterschätzt.[26]
- Platon hat auch seinen Onkel Charmides, der ebenso wie „Kritias IV“ ein namhafter Oligarch war und zusammen mit diesem im Kampf gegen die Demokraten ums Leben kam, zur Titelgestalt eines Dialogs, des Charmides, gemacht. Außerdem liegen zwischen der Zeit der Dialoghandlung des Timaios und dem Beginn der oligarchischen Schreckensherrschaft mehr als zwei Jahrzehnte. Beide Oligarchen waren zur Zeit ihres fiktiven Auftretens in Platons Dialogen noch unbescholten. Dadurch wird die Anstößigkeit abgemildert. Hinzu kommt, dass Platon möglicherweise bewusst provozieren wollte. Jedenfalls war er ein Kritiker der athenischen Demokratie, und es kann sein, dass sein Urteil über die Politik des Oligarchen Kritias milder ausfiel als das der öffentlichen Meinung.[27]
- Platon nahm als Schriftsteller seine literarische Freiheit in Anspruch und legte auf chronologische Stimmigkeit wenig Wert, wie eine Reihe von Anachronismen in seinen Dialogen zeigt. Wichtig war ihm nur der Bezug zu Solon, auf dessen Autorität er sich berufen wollte. Daher ist ihm das Überspringen von zwei Generationen zuzutrauen, wenn er aus literarischen Gründen beabsichtigte, den Oligarchen Kritias auftreten zu lassen und die Überlieferungskette nicht zu lang werden zu lassen.[28]

Im Timaios spielt Kritias nur eine Nebenrolle, wenn auch eine gewichtigere als Sokrates und Hermokrates. Er tritt nur als Berichterstatter auf, ohne für eigene Ansichten einzutreten.

#### Sokrates

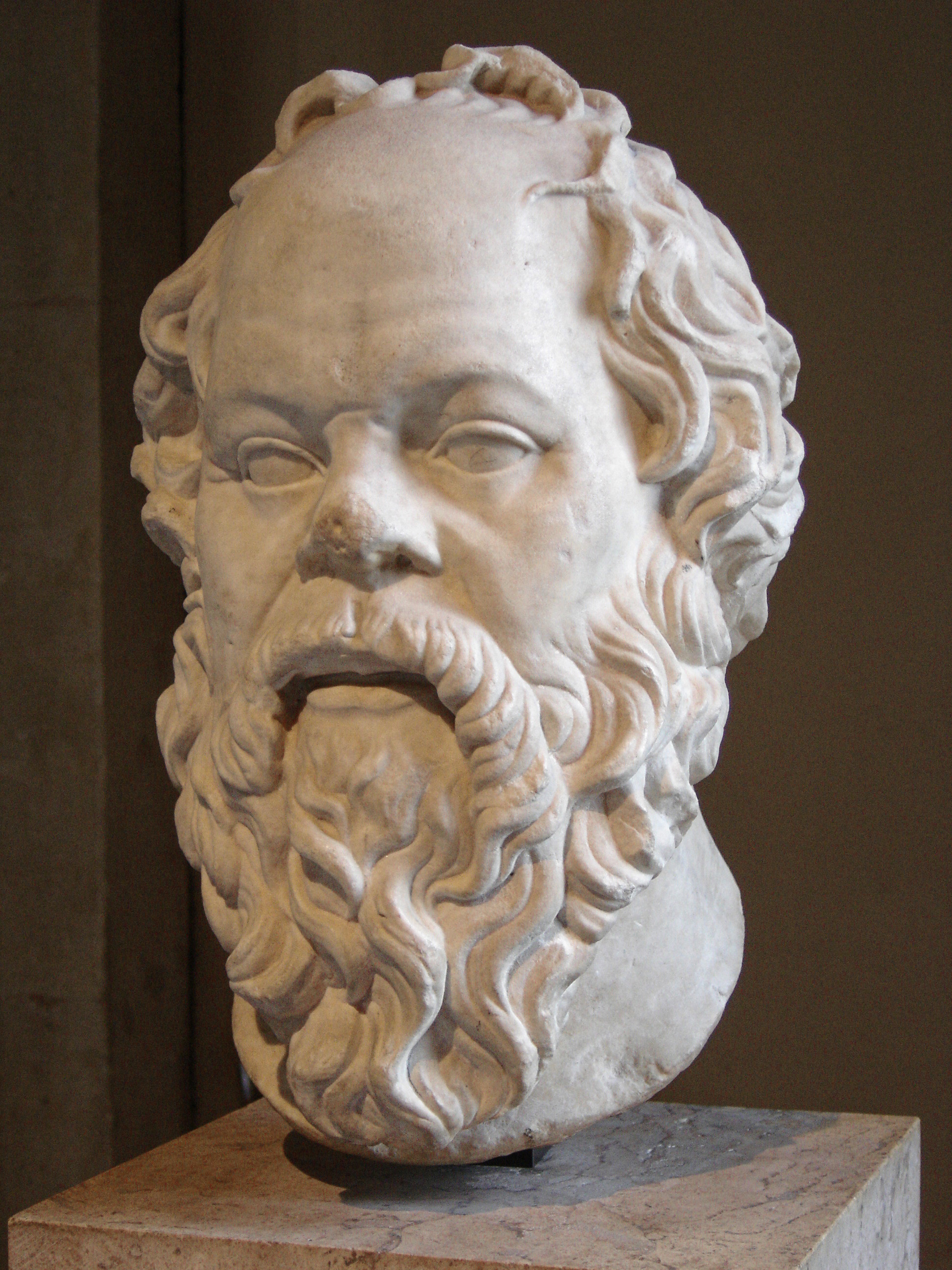
Sokrates (römische Büste, 1. Jahrhundert, Louvre, Paris)

Sokrates ist im Timaios der zuhörende Gast, aber dennoch eine zentrale Gestalt, denn die Vorträge werden zu seinen Ehren gehalten. Die für Platons Sokrates-Figur charakteristische Didaktik, die Mäeutik, fällt in diesem Dialog gänzlich weg. Im Einleitungsgespräch bekennt sich Sokrates emphatisch zu seinem Staatsideal. Er kann zwar die Grundzüge der Verfassung des idealen Staates entwerfen und als theoretisches Modell überzeugend darlegen, was er am Vortag bereits getan hat, doch sieht er sich nicht in der Lage, eine konkrete Verwirklichung des Ideals angemessen auszumalen. Daher wünscht er sich, dass seine Gastgeber diese Aufgabe übernehmen.

#### Hermokrates
Hermokrates ergreift im Timaios nur einmal das Wort. Er hat seinen Auftritt im Einleitungsgespräch, wo er sich kurz zur Planung des Tages äußert.
Der historische Hermokrates war ein syrakusanischer Politiker und Truppenführer, der im Peloponnesischen Krieg als entschlossener und erfolgreicher Widersacher der Athener bekannt wurde.

#### Der abwesende Dialogteilnehmer
Zu Beginn des Dialoges wird die krankheitsbedingte Abwesenheit eines unbekannten, weiteren Dialogteilnehmers beklagt, der am Vortag noch an den Gesprächen derselben Runde teilgenommen haben soll. Die Forschung ist uneins, um wen es sich gehandelt haben könnte.

### Die Zeit der Dialoghandlung
Im Dialog erwähnt Kritias beiläufig, dass seine Zusammenkunft mit Sokrates, Timaios und Hermokrates während eines Festes der Göttin Athene stattfindet. Dabei kann es sich nur um die Großen oder Kleinen Panathenäen handeln, die im Sommermonat Hekatombaion gefeiert wurden. Das Jahr der Dialoghandlung lässt sich nicht einmal annähernd bestimmen. Die Datierungsansätze in der Forschungsliteratur gehen weit auseinander, sie schwanken zwischen den 440er Jahren und dem letzten Jahrzehnt des 5. Jahrhunderts und hängen von verschiedenen teils sehr spekulativen Annahmen ab. Der Kritias des Dialogs steht bereits in fortgeschrittenem Alter; daher kommt, falls es sich um den Oligarchen „Kritias IV“ handelt, nur eine relativ späte Datierung in Betracht. Wenn man hingegen die Dialogfigur mit „Kritias III“ identifiziert, muss die Dialoghandlung spätestens in die frühen 420er Jahre gesetzt werden. Dass Hermokrates nach dem Beginn der im Jahr 415 eingeleiteten Sizilienexpedition der Athener die feindliche Stadt Athen aufgesucht haben könnte, ist kaum vorstellbar; ein Zeitpunkt nach 415 dürfte somit ausgeschlossen sein. Wahrscheinlich hat Platon keine konkrete historische Situation im Sinn gehabt.
Die Anknüpfung der Dialoghandlung des Timaios-Kritias an das Gespräch vom Vortag, in dem Sokrates sein Konzept vom bestmöglichen Staat dargelegt hat, bietet für die Datierung keinen Anhaltspunkt. Mit dem Vortagsgespräch ist sicher nicht – wie man in der Antike und noch im 19. Jahrhundert glaubte – die Erörterung gemeint, die in Platons Dialog Politeia dargestellt ist.

## Inhalt

### Das Einleitungsgespräch
Nach einer Diskussion am Vortag sind Sokrates, Timaios, Kritias und Hermokrates erneut zusammengetroffen, um ihren Gedankenaustausch fortzusetzen. Beim ersten Treffen war Sokrates Gastgeber und hat sein Konzept eines idealen Staates dargelegt. Diesmal soll er der zuhörende Gast sein; die anderen übernehmen die Aufgabe, in drei Vorträgen Grundzüge der Weltordnung und der Natur- und Menschheitsgeschichte zu umreißen. Zunächst rekapituliert Sokrates die Kernpunkte seiner gestrigen Ausführungen, mit denen er auf allgemeine Zustimmung gestoßen ist. Sein Modell sieht eine ständische Staats- und Gesellschaftsordnung vor, in der jeder die seiner Veranlagung gemäße Aufgabe übernimmt. Die Bürgerschaft soll in drei Teile gegliedert und hierarchisch organisiert sein. Den untersten Stand bilden die Produzenten (Bauern und Handwerker). Ihnen übergeordnet ist der Stand der Krieger oder Wächter, der sowohl für die Verteidigung des Staates als auch für das Justizwesen zuständig ist. Die Staatslenkung obliegt dem Stand der Herrscher. Die Wächter erhalten eine gründliche Ausbildung. Sie besitzen kein Privateigentum, sondern leben in Kollektiveigentumsgemeinschaft. Ihre Einheit zeigt sich auch darin, dass sie keine Familien gründen; vielmehr bildet der ganze Wächterstand eine einzige große Familie, wobei die Fortpflanzung vom Staat nach eugenischen Gesichtspunkten geregelt wird. Die Standeszugehörigkeit ergibt sich zunächst aus der Abstammung, ausschlaggebend ist aber letztlich die individuelle Veranlagung und tugendhafte Bewährung. Ein Kernelement des Modells ist die sorgfältige Erziehung der Heranwachsenden, die sich an der individuellen Begabung orientiert.
Nun möchte Sokrates einen anschaulichen Eindruck davon gewinnen, wie eine praktische Umsetzung seines Konzepts aussehen könnte. Sich selbst traut er aber eine solche konkrete Darstellung nicht zu. Daher möchte er von den anderen eine Schilderung der Großtaten hören, die von der Führungsschicht eines derartigen Staates zu erwarten sind. In diesem Sinne haben seine drei Gastgeber bereits untereinander eine Absprache getroffen. Kritias will von Heldentaten einer längst vergessenen Urzeit erzählen, die er für geschichtliche Begebenheiten hält. Ihm ist eine verblüffende Ähnlichkeit zwischen den damaligen Verhältnissen und Sokrates’ Modell eines idealen Staates aufgefallen. Dank dieser Übereinstimmung eignet sich die Erzählung des Kritias vorzüglich zur Veranschaulichung der sokratischen Theorie. Überdies zeigt sie, dass ein Konzept dieser Art bereits eine historische Verwirklichung erfahren hat. Zur Beglaubigung seiner Darstellung beruft sich Kritias auf seinen gleichnamigen Großvater. Dieser habe ihm einst als Greis jene Heldentaten so geschildert, wie sie ihm, dem Großvater, von dem berühmten Staatsmann Solon berichtet worden seien.
Es ist vereinbart, dass die drei Vorträge von Timaios, Kritias und Hermokrates nach der chronologischen Ordnung ihrer Themen aufeinander folgen sollen. Somit ist zuerst Timaios, der über die Entstehung der Welt und der Menschheit zu berichten hat, an der Reihe. Daher gibt Kritias zunächst nur einen Überblick über sein Thema und überlässt dann Timaios das Wort. Erst nach dessen Referat wird Kritias mit der ausführlichen Wiedergabe der Heldengeschichte beginnen, die er als seltsam, aber völlig wahr bezeichnet. Sie bildet das Thema des Dialogs Kritias.

### Der zusammenfassende Kurzvortrag des Kritias
Nach der Darstellung des Referenten hat Solon einst Folgendes erzählt. In Ägypten befindet sich im Nildelta die Stadt Sais, deren Bewohner traditionell mit den Athenern befreundet sind. Dort hat sich Solon einige Zeit aufgehalten. Dabei hatte er Gelegenheit, von einem alten ägyptischen Priester einen Bericht über eine ferne Vergangenheit zu erhalten, von der man in Griechenland nichts mehr weiß. Eine der periodisch auftretenden gigantischen, kataklysmischen Naturkatastrophen hat die damalige griechische Zivilisation ausgelöscht; nur Analphabeten haben überlebt. Ägypten hingegen blieb verschont, dort haben sich in den Tempeln uralte Aufzeichnungen erhalten. Sie berichten von den Verhältnissen und Begebenheiten vor der Deukalionischen Flut, der letzten verheerenden Überschwemmung, bis zu der die griechische Überlieferung zurückreicht.
Unter den Staaten, die vor der Flut bestanden, war nach den ägyptischen Geschichtsaufzeichnungen der athenische der bedeutendste. In der Sekundärliteratur hat sich dafür der Begriff „Ur-Athen“ eingebürgert, um dieses vorzeitliche Athen vom bekannten historischen Athen abzugrenzen. Die Ur-Athener vollbrachten die herrlichsten Taten. Ihr ständisch gegliedertes Staatswesen blühte neun Jahrtausende vor Solons Zeit. Der Gegenspieler Ur-Athens war das Königreich von Atlantis, das sein Zentrum auf einer riesigen, später im Atlantischen Ozean versunkenen Insel hatte und den westlichen Mittelmeerraum beherrschte. Beim Versuch, auch Griechenland zu unterwerfen, unterlag die atlantische Streitmacht jedoch den Ur-Athenern, deren hervorragende Staatsordnung sich mit diesem Sieg glänzend bewährte.

### Der Vortrag des Timaios
Nach dem knapp zusammenfassenden Bericht des Kritias hält Timaios seinen langen Vortrag, der den Rest des Dialogs ausmacht. Er hat sich vorgenommen, die Entstehung und Beschaffenheit der Welt und den Ursprung der Menschheit darzustellen, wobei nicht mythische Überlieferung, sondern naturphilosophische Spekulation die Grundlage bildet. Als frommer Mensch beginnt Timaios mit einer Anrufung der Götter. Dann wendet er sich der philosophischen Voraussetzung seiner kosmologischen Ausführungen zu, der Unterscheidung zwischen Seiendem und Werdendem.

#### Seiendes und Werdendes
Im Sinne der platonischen Ontologie, der Lehre vom Sein oder vom Seienden als solchem, unterscheidet Timaios zwei Hauptgattungen der Entitäten. Es gibt auf der einen Seite das „stets Seiende“, das unentstanden und unvergänglich ist und sich nie ändert, und auf der anderen Seite das „stets Werdende“, das aufgrund seines unablässigen Wandels nie „ist“, sondern nur als Prozess existiert. Den beiden Hauptgattungen entsprechen zwei verschiedene Arten der Erfassung durch den Menschen: Das Beständige, Immerwährende kann Gegenstand echter Erkenntnis sein, über das Veränderliche hingegen gibt es nur Vermutungen und Meinungen, denn es unterliegt immer der Relativität und hat keine dauerhafte, präzis und sicher erfassbare Beschaffenheit. Daher können Feststellungen über Vorgänge nur eingeschränkt zutreffen. Etwas allgemein und zeitunabhängig Gültiges, schlechthin Wahres lässt sich nur über das Seiende aussagen. Alle Objekte der Sinneswahrnehmung zählen zum „Werdenden“. Seiend und damit im eigentlichen Sinn erkennbar sind nur reine Vernunftinhalte.
Die ontologische Ordnung ist hierarchisch, sie impliziert Wertung: Das Ewige, immer Gleichbleibende ist objektiv „besser“ als das Entstandene und Wandelbare, es hat in der Weltordnung einen höheren Rang. Außerdem ist es die Ursache dafür, dass es das Entstandene gibt. Alles Entstandene hat notwendigerweise eine Entstehungsursache, das heißt einen Erzeuger, und ein Muster, nach dem es geschaffen wurde. Es ist Abbild des Musters. Ist das Muster ein wirklich seiendes, ewiges Urbild – eine „Idee“ im Sinne von Platons Ideenlehre –, so ist das Abbild zwangsläufig gelungen und schön. Wird hingegen ein Abbild nach einem minderwertigen Muster geschaffen, das selbst nur Abbild von etwas anderem ist, so fällt es nicht so gut aus. Diese allgemeinen Feststellungen bilden den Rahmen für die Erkenntnistheorie des Timaios und für seine philosophische Erklärung der Welt. Der Kosmos ist sinnlich wahrnehmbar, also „geworden“ und dem Werdenden zugehörig. Daher sind absolut zutreffende Aussagen über seine Entstehung prinzipiell unmöglich. Das Weltentstehungsmodell – die Kosmogonie – des Timaios kann somit, wie er eingangs betont, nur ein „gut wiedergebender Mythos“ (eikṓs mýthos) sein, das heißt eine zwangsläufig mit Mängeln behaftete, aber brauchbare Abbildung der Wirklichkeit. Damit muss man sich zufriedengeben, mehr anzustreben ist zwecklos.
Immerhin lässt sich nun aufgrund dieser Überlegungen bereits eine Aussage über den Kosmos treffen: Es ist offenkundig, dass er außerordentlich schön ist und dass er als etwas Gewordenes ein Abbild sein muss. Daraus folgt, dass er einen Erzeuger hat, der ihn nach einem Muster geschaffen hat, und dass als sein Urbild nur etwas Seiendes und Ewiges in Betracht kommen kann.

#### Der Entstehungsgrund und die Einzigkeit des Kosmos
Den Grund der Schöpfung sieht Timaios in der Güte des Schöpfers. Nach seiner Überzeugung ist der Urheber der Welt schlechthin gut. Daher ist er notwendigerweise von Neid und Missgunst völlig frei, wohlwollend und stets bestrebt, das Bestmögliche zu bewirken. Daraus folgt zwangsläufig, dass er das Gute nicht für sich behalten wollte, sondern es allem gönnte und danach strebte, dass alles ihm möglichst ähnlich wird. Daher musste er den bestmöglichen Kosmos erschaffen. Eine andere Entscheidung war ihm nicht möglich, denn sonst hätte er gegen seine eigene gütige Natur verstoßen müssen, was ausgeschlossen ist. Da der Gott seine Natur niemals ändert, kann er immer nur so handeln, wie sein Charakter es fordert. Daher erstreckt sich sein Wohlwollen auch auf die Materie, die er nicht geschaffen, sondern vorgefunden hat. Sie existierte schon vor der Schöpfung und befand sich damals in einem Zustand chaotischer Bewegung, der ihrer eigenen Natur entspricht und dann vorliegt, wenn kein ordnendes Prinzip von außen dem Chaos entgegenwirkt. Da dieser Zustand nicht optimal war, musste der Schöpfer eingreifen und das Weltall gestalten. Aus dem formlosen Chaos schuf er den sinnvoll geordneten Kosmos und verlieh ihm die größtmögliche Schönheit. Da solche Schönheit nur Vernünftigem zukommen kann und nur Beseeltes vernünftig sein kann, gab der Schöpfer dem Weltall eine Seele, die Weltseele. So entstand der Kosmos als ein vernünftiges Lebewesen.
Das Muster, nach dem der Kosmos gestaltet ist, ist die geistige Welt, die alle Vernunftinhalte umfasst. Daraus folgert Timaios, dass es nur ein einziges Universum geben kann. Die geistige Welt muss eine Einheit bilden, denn sonst wäre sie nur ein Teil von etwas Umfassenderem und Höherrangigem, und dann hätte der Schöpfer dieses als Muster genommen, um das optimale physische Abbild des Geistigen zu erschaffen.

#### Die Erschaffung des Weltkörpers
Anschließend wendet sich Timaios der Erschaffung und Beschaffenheit des Weltkörpers – des sichtbaren Leibes der Weltseele – zu. Da das Materielle im Kosmos sichtbar und betastbar ist, müssen bei seiner Entstehung die Elemente Feuer und Erde beteiligt gewesen sein, denn ohne Feuer ist nichts sichtbar und ohne Erde nichts fest und anfassbar. Außerdem wurden zwischen Erde und Feuer zwei vermittelnde Bindeglieder benötigt, damit eine Ganzheit entstehen konnte. So ergab sich die Vierheit der Elemente Feuer, Luft, Wasser und Erde. Das harmonische Verhältnis der Elemente bestimmte der Schöpfer nach einer mathematischen Proportion, bei der die erste von vier Zahlen sich zur zweiten so verhält wie die zweite zur dritten und die dritte zur vierten. Er gestaltete den Weltkörper kugelförmig, da die Kugel der vollkommenste geometrische Körper ist, und verlieh ihm nur die vollkommenste Bewegungsart, die Rotation.

#### Die Erschaffung der Weltseele und ihre Verknüpfung mit dem Weltkörper
In den Weltkörper setzte der Schöpfer die Weltseele als belebendes Prinzip. So wurde der Kosmos ein völlig autarkes Wesen, eine erschaffene Gottheit. Da er alles, was er benötigt, auf vollkommene Weise in sich trägt und mit sich selbst im Einklang ist, nennt ihn Timaios einen „seligen Gott“.
Die Weltseele schuf der Schöpfergott schon vor dem Weltkörper, dem er sie dann einpflanzte. Bei ihrer Erschaffung griff er auf die zwei Grundprinzipien, das Sein und das Werden, zurück und mischte sie. So entstand eine „dritte Wesensform“, eine Mischform, welche die Qualität des ewigen, unteilbaren Seins mit der des Werdens und der Teilbarkeit verbindet. Bei dem Mischvorgang musste er die Naturen der gegensätzlichen Prinzipien „Selbes“ und „Anderes“ gewaltsam zusammenfügen. Dann teilte er sein Erzeugnis nach einem mathematischen Verfahren, das Timaios genau beschreibt, und bildete aus den Teilen eine komplexe Struktur, die Weltseele. Bei der Teilung ging er in drei Schritten vor. Im ersten Schritt gliederte er aus dem Ganzen sieben Teile aus, die zueinander im Verhältnis 1 : 2 : 3 : 4 : 9 : 8 : 27 standen. Zwischen diesen Teilen bestanden „Abstände“, die er dann im zweiten und dritten Schritt mit weiteren Teilen, die er vom Ganzen abschnitt, auffüllte. Schließlich gelangte er mit diesem Verfahren zu dem Zahlenverhältnis 256 : 243, das in der Musiktheorie die mathematische Beschreibung des pythagoreischen Halbtons (Limma) ist. Innerhalb der Weltseele brachte er zwei kreisförmige Bewegungen in Gang, den äußeren Kreis des „Selben“ und den inneren des „Anderen“. Dann verband er die Mitte des Weltkörpers mit der Mitte der Weltseele. Das Ergebnis ist der Kosmos, dessen Seele den kugelförmigen Körper des Alls überall durchdringt und von außen ringsum umhüllt.

#### Zeit und Ewigkeit
Der nächste Schritt war die Erschaffung der messbaren Zeit. Sie entstand zugleich mit der Ordnung des Himmels; die regelmäßigen Bewegungen der Himmelskörper ermöglichten die Abgrenzung von Zeiteinheiten, die Zeitmessung. Die Zeit ist als „bewegliches Abbild der Ewigkeit“ zu verstehen. Für die Menschen, deren Dasein sich innerhalb der Zeit abspielt, ist das Denken in zeitlichen Begriffen selbstverständlich. Daher ist ihre Sprache gemäß dem zeitlichen Erleben gestaltet; wo es um die Unterscheidung von Zeitlichem und Überzeitlichem geht, ist sie unpräzis.
Nachdem der Schöpfer die sieben relativ erdnahen Himmelskörper – die Sonne, den Mond und die fünf im Altertum bekannten Planeten Merkur, Venus, Mars, Jupiter und Saturn – erschaffen hatte, setzte er sie in ihre Umlaufbahnen. Nach dem geozentrischen Weltbild des Timaios umkreisen diese Himmelskörper die Erde, die den Mittelpunkt des Weltalls bildet. Optimal ist die gleichmäßige Kreisbewegung von Sonne und Mond. Die Bewegungen der Planeten kommen dem irdischen Beobachter zwar ziellos vor, doch sind auch sie gesetzmäßig, was allerdings nur Astronomen verstehen. Die Umlaufbahnen der sieben Himmelskörper sind der Kreisbahn des „Anderen“ der Weltseele zugeordnet, die schräg zur Bahn des „Selben“ verläuft und diese kreuzt. Gemeint sind mit der Bahn des „Selben“ der Äquator der Himmelskugel und mit der des „Anderen“ die Ekliptik. Der Fixsternhimmel hingegen orientiert sich an der Bahn des „Selben“ der Weltseele.

#### Der Ursprung der Götter und der übrigen Lebewesen
In der nächsten Phase seiner Tätigkeit brachte der Schöpfer die „sichtbaren und entstandenen“ Götter der Fixsterne hervor. Sie sind zwar wie alle gewordenen Wesen ihrer eigenen Natur nach sterblich, aber durch den Willen des Schöpfers leben sie ewig, da er wegen seiner Güte nicht wollen kann, dass etwas so Gutes wie diese Gottheiten aufgelöst wird. Zur Vollendung der Welt wurden nun noch die irdischen Geschöpfe benötigt, die das Wasser, die Luft und das Land bevölkern sollten, darunter insbesondere der Mensch. Diese Wesen konnte der Schöpfer nicht selbst erschaffen, denn als seine Erzeugnisse wären sie vollkommener, als es ihrer irdischen Daseinsweise entspricht, sie besäßen dann eine göttliche Natur. Dann wäre die Welt ohne ihre dem Kreislauf von Geburt und Tod unterworfenen Bewohner geblieben, es gäbe unterhalb der göttlichen Ebene keine Lebewesen. Eine solche Welt wäre unvollständig und somit unvollkommen. Daher beauftragte der Schöpfer die geschaffenen Götter mit der Erzeugung der Erdbewohner. Deren Seelen erzeugte er selbst in demselben Mischkrug, den er schon für die Erschaffung der Weltseele verwendet hatte. Jede Seele ist einem bestimmten Stern, ihrem Heimatstern, zugeordnet.
Die Erklärung für die Verbindung der unvergänglichen Seelen, deren Anzahl konstant ist, mit den fortlaufend entstehenden und vergehenden Körpern bietet die Seelenwanderungslehre. Die Seelen werden immer wieder in neuen Körpern wiedergeboren. Ihr Schicksal in diesem Kreislauf hängt von ihrer Lebensführung ab. Die vorteilhafteste irdische Daseinsform ist die eines Mannes. Wer in einem Leben als Mann versagt, wird als Frau wiedergeboren; bei weiterem Versagen erhält er einen Tierkörper. Timaios legt Wert auf die Feststellung, dass alle Seelen anfangs dieselben Ausgangsbedingungen hatten. Die Übel, von denen sie im Verlauf der Seelenwanderung befallen werden, sind ausschließlich auf ihr eigenes Fehlverhalten zurückzuführen, nicht auf Willkür des Schöpfers oder der Götter.
Die Götter führten den Auftrag aus, indem sie die Tätigkeit des Schöpfers nachahmten; sie schufen Körper und setzten die Seelen hinein. Daraus ergaben sich für die Seelen große Schwierigkeiten, da sie nun heftigen Einwirkungen ihrer materiellen Umwelt ausgesetzt waren. Das hatte zur Folge, dass ihnen zeitweilig die Vernunft abhandenkam. Dies ist auch weiterhin in jedem Menschenleben so: Nach dem Eintritt in einen Körper ist die Seele zunächst vernunftlos, erst später wird sie im Lauf des Lebens vernünftig.
Als Nächstes beschreibt Timaios die Erschaffung und Beschaffenheit des menschlichen Körpers. Er erläutert dessen Zweckmäßigkeit, wobei er sich in erster Linie mit dem Kopf befasst. Den kugeligen Kopf des Menschen schufen die Götter, indem sie die vollkommene runde Gestalt des Weltalls nachbildeten. Daher ist der Kopf das Göttlichste am Menschen, ihm ist der restliche Körper als Diener untergeordnet. Detailliert legt Timaios seine Theorie der optischen Wahrnehmung dar.

#### Die Rolle der Notwendigkeit
Bisher hat Timaios hauptsächlich das von der göttlichen Vernunft, dem Nous, Hervorgebrachte behandelt. In den folgenden Ausführungen bezieht er den zweiten Hauptfaktor bei der Entstehung des Kosmos, die Notwendigkeit (anánkē), in seine Überlegungen ein. Nach seiner Theorie ist die Welt durch das Zusammentreten von Vernunft und Notwendigkeit entstanden. Dabei hat die Vernunft die dominierende Rolle übernommen. Sie wollte immer das Beste bewirken, stieß aber auf Hindernisse, die von der Notwendigkeit stammten. Daher musste die Vernunft die Notwendigkeit „überzeugen“, „das Meiste des Werdenden zum Besten zu führen“. Es gelang ihr, die Notwendigkeit zum Nachgeben zu bewegen. Das bedeutet aber nicht, dass die Schöpfung gänzlich nach dem Willen der Vernunft gestaltet wurde. Neben dem gezielten Vorgehen der Vernunft gab es auch die Einwirkung der „Form der schweifenden Ursache“, eines Zufallsfaktors.

#### Der Raum
Wenn man ein besseres Verständnis des Alls erlangen will, muss man außer den beiden bisher betrachteten Hauptgegebenheiten, den seienden Urbildern und ihren werdenden Abbildern, eine „dritte Gattung“ berücksichtigen. Diese bezeichnet Timaios als „schwierig und dunkel“. Sie ist die Instanz, die alles Werden in sich aufnimmt. Ihre Funktion ist der einer Amme vergleichbar.
Den Ausgangspunkt der folgenden Überlegungen bildet Timaios’ Kritik an den kosmologischen Ansätzen der früheren Philosophen, der Vorsokratiker. Die vorsokratische Naturphilosophie basierte auf der Lehre von den vier Elementen Erde, Wasser, Luft und Feuer, aus denen sich nach damaligem Verständnis der Kosmos zusammensetzt. Vorsokratische Denker versuchten, ein stoffliches Urprinzip, den „Ursprung von allem“, zu ermitteln; manche setzten es mit einem der vier Elemente gleich, aus dem dann alles übrige hervorgegangen sei. Diesen Ansatz hält Timaios für verfehlt. Er geht zwar auch von der Vierzahl der Elemente aus, sieht aber in ihnen keine primären Gegebenheiten, die als Ursprung in Betracht kämen. Wenn ein Stoff der Ursprung von allem wäre, müsste er eine stabile Beschaffenheit aufweisen. Die vier Elemente sind jedoch instabil; durch Vorgänge wie Erstarren und Schmelzen, Verflüchtigen und Entzünden verändern sie sich und gehen ineinander über. Sie sind nicht Substanzen (ein „Dieses“), sondern nur Aggregatzustände (ein „Derartiges“). Timaios vergleicht das mit verschiedenen aus Gold gebildeten Figuren, die nur unterschiedliche, wechselnde Gestalten der einen Substanz Gold sind. Das, was alle körperlichen Dinge in sich aufnimmt, muss aber etwas Beständiges, ein „Dieses“ sein. Damit es alle sichtbaren Formen in sich bergen kann, muss es selbst unsichtbar und formlos sein. Dieses Substrat, die „Amme des Werdens“, ist die chṓra, der Raum. Ursprünglich war der Raum nur der Ort des Regellosen, Chaotischen, der amorphen Urmaterie. Indem der Schöpfer das, was er da vorfand, mit „Formen und Zahlen“ gestaltete, schuf er die Grundlage von Ordnung. So entstand zunächst das System der vier Elemente.

#### Die Elemente und die Ästhetik des Kosmos
Aus der amorphen Urmaterie erzeugte der Gott die vier Elemente. Dabei ging er vom Dreieck, der einfachsten Flächenfigur, aus. Aus Dreiecken konstruierte er dreidimensionale Figuren in Gestalt von regelmäßigen konvexen Polyedern, die er als winzige, für das menschliche Auge unsichtbare Bausteine der Elemente verwendete. Für jedes Element nahm er einen dieser geometrischen Körper als Grundbaustein. Drei der Körper, das Tetraeder, das Oktaeder und das Ikosaeder, baute er aus gleichseitigen Dreiecken, den vierten, das regelmäßige Hexaeder (Würfel), aus sechs Quadraten, die er aus jeweils vier gleichschenklig-rechtwinkligen Dreiecken konstruiert hatte. Das Feuer schuf er aus den tetraedrischen Bausteinen, die Luft aus den oktaedrischen, das Wasser aus den ikosaedrischen und die Erde aus den würfelförmigen. Ein weiteres Polyeder, das Dodekaeder, verwendete er bei der Konstruktion des Weltalls. So ist die gesamte sichtbare Welt aus diesen fünf Polyedern aufgebaut, die heute – in Anknüpfung an den Timaios – als „platonische Körper“ bezeichnet werden. Die Annahme, dass die Grundbausteine der vier Elemente gerade diese vier Formen aufweisen, ergibt sich für Timaios aus dem Grundsatz, dass der Gott den Kosmos optimal erschaffen haben muss. Wegen seiner Vollkommenheit muss der Kosmos als Ganzes und hinsichtlich seiner Bestandteile die für ein dreidimensionales Gebilde größtmögliche Schönheit aufweisen, soweit dies mit den Erfordernissen der Zweckmäßigkeit vereinbar ist. Die fünf platonischen Körper sind die einzigen regelmäßigen konvexen Polyeder, die es gibt. Sie bieten ein Höchstmaß an Symmetrie und damit an Schönheit. Wenn die Gottheit nichts Schöneres finden konnte, muss sie zwangsläufig diese Formen verwendet haben. In der Konstruktion des Kosmos ist für Timaios nichts zufällig oder willkürlich, sondern alles resultiert zwingend aus dem Zusammentreffen von ästhetischem Gestaltungswillen, Zweckmäßigkeitserfordernissen und mathematischer Notwendigkeit.

Tetraeder – Feuer
Oktaeder – Luft
Ikosaeder – Wasser
Würfel – Erde
Dodekaeder – Kosmos

In diesem Zusammenhang kommt Timaios auf die schon früher erörterte Frage nach einer möglichen Vielzahl von Welten zurück. Eine unendliche Anzahl schließt er zwar weiterhin aus, doch äußert er sich nun vorsichtiger. Er erwägt die Möglichkeit, dass es fünf Welten gibt, die den fünf platonischen Körpern entsprechen. Zwar entscheidet er sich wiederum für die Einzigkeit der Welt, da dies die am besten begründete Theorie sei, doch lässt er nun die Möglichkeit der Fünfzahl offen.

#### Die Erklärung der Natur mit der platonischen Elementenlehre
Die Theorie, nach der es insgesamt vier Elemente gibt, die sich durch die Stereometrie ihrer Grundbausteine unterscheiden, dient Timaios als Grundlage seiner Erklärung einer Reihe von Naturphänomenen. Diese deutet er als Resultate der Interaktion der Elementarteilchen; beispielsweise wirkt das Feuer durch die Spitzigkeit seiner Teilchen auflösend. Die Erdteilchen sind die einzigen, die eine quadratische Grundfläche aufweisen; daher ist die Erde das stabilste und unbeweglichste Element. Sie kann nicht in ein anderes Element umgewandelt werden. Die anderen drei Elemente, deren Teilchen aus Dreiecken konstruiert sind, können ineinander übergehen; beispielsweise können aus einem Luftteilchen zwei Feuerteilchen entstehen. Bei diesen Prozessen werden die Teilchen zerspalten oder sie treten zu einem neuen Polyeder zusammen. Ausführlich geht Timaios auf Einzelheiten ein. Unter anderem legt er dar, wie kinematische Eigenschaften, Vorgänge wie Schmelzen und Erstarren sowie Wahrnehmungen wie „warm“ und „kalt“, „hart“ und „weich“, „schwer“ und „leicht“ im Rahmen seines physikalischen Weltbilds zu erklären sind. Er bestreitet, dass es im Weltall ein Oben und ein Unten gibt, denn die Weltkugel zerfällt für ihn nicht in zwei unterschiedlich beschaffene Halbkugeln. Lust- und Schmerzempfindungen sowie Geschmacks-, Geruchs-, Laut- und Farbwahrnehmungen finden ebenfalls in diesem Kontext ihre Erklärung.

#### Der Mensch
In der Übersicht über die Naturkunde, die Timaios in seinem Vortrag bietet, kommt als nächstes Thema der Mensch an die Reihe. Er wird unter dem Gesichtspunkt der Verbindung und Interaktion von Seele und Körper beschrieben. Eingangs hebt Timaios erneut die Bedeutung der Symmetrie und der mathematischen Proportion in der Weltordnung hervor. Grundlegend für sein Konzept des Verhältnisses von Körper und Seele ist die Unterscheidung zwischen einem unsterblichen und einem sterblichen Seelenteil, wobei der sterbliche wiederum unterteilt ist. Nach Timaios’ Verständnis ist nur der anfänglich vom Weltschöpfer geschaffene Teil der Seele unsterblich. Die Götter, die beauftragt waren, die unsterblichen Seelen in sterbliche Körper zu versetzen, mussten zu diesem Zweck sterbliche Seelenteile erschaffen, die für die Interaktion des Seelischen mit dem Körper und der materiellen Umwelt zuständig sind. Diese vergänglichen Teile trennten sie soweit möglich von dem weit edleren, seiner Natur nach göttlichen Seelenteil. Das geschah, indem sie den Kopf zur Wohnstätte des unsterblichen, vernunftbegabten Teils machten und ihn durch den Hals vom Rumpf trennten.
Die verschiedenen Regionen des Rumpfes bestimmten die Götter zu Sitzen der vernunftlosen, vergänglichen Seelenteile: den Mut und den Zorn wiesen sie dem Bereich oberhalb des Zwerchfells zu, den Nahrungstrieb dem Bereich zwischen Zwerchfell und Nabel. Die gesamte Anatomie richteten sie höchst zweckmäßig so ein, dass sie die verschiedenartigen Funktionen des Körpers und sein Zusammenwirken mit den Seelenteilen optimal unterstützt. Wie dies geschieht, zeigt Timaios anhand der Besprechung der einzelnen Organe und Körperbereiche, wobei er auch auf die Atmung, die Ernährung und das Blut eingeht.
In Zusammenhang mit der Behandlung des Atmungsvorgangs kommt Timaios auf die Frage nach der Leere zu sprechen. Er bestreitet die Existenz eines Vakuums. Nach seiner Ansicht gibt es nichts Leeres, vielmehr ist das ganze Weltall dicht mit Teilchen vollgepackt, die überall aneinanderstoßen. Vermeintliche Wundererscheinungen wie der Magnetismus lassen sich durch die unmittelbare Interaktion der Teilchen erklären, die Hypothese einer Anziehungskraft erübrigt sich.
Alter und Tod sind physikalisch erklärbare Phänomene. Der Tod ist an sich nicht naturwidrig. Er ist dann schmerzhaft, wenn er durch Krankheit oder Verwundung bewirkt wird. Wenn er aber altersbedingt auf natürlichem Weg eintritt, ist er nicht nur schmerzlos, sondern sogar – wie alles Natürliche – angenehm. Die Seele fliegt dann davon, und das ist für sie ein lustvoller Vorgang.

#### Krankheit und Heilung
Anschließend geht Timaios auf die Entstehung von Krankheiten ein. Deren Ursachen sieht er in einem Überfluss oder Mangel eines der vier Elemente im Körper oder in naturwidriger Erzeugung und Verteilung der Elemente und der aus ihnen gebildeten Stoffe. Ausführlich analysiert er Zersetzungs- und Entzündungsprozesse. Unter den seelischen Krankheiten hält er übermäßige Schmerz- oder Lustgefühle für besonders schlimm, da sie die Vernunft ausschalten können. Manche Leiden deutet er als Folgen von körperlichen Einwirkungen auf die Seele oder eines unharmonischen Verhältnisses zwischen Körper und Seele. So entsteht ein ungesunder Zustand, wenn eine kräftige, machtvolle Seele einen relativ schwachen Körper bewohnt und ihn überfordert. Wenn ein starker Körper mit einem schwachen Verstand verbunden ist, wird die Seele stumpf, ungelehrig, vergesslich und unwissend.
Heilung bedeutet Rückkehr zum naturgemäßen Zustand, zur Harmonie und Ausgeglichenheit. Damit ahmt der Mensch in sich selbst die Vortrefflichkeit des Kosmos nach, insbesondere dessen Schönheit, die auf Angemessenheit und harmonischen Proportionen beruht. Die schädliche Einseitigkeit eines übertriebenen Übergewichts der geistigen oder der körperlichen Betätigung ist zu vermeiden; wo eine solche Unausgewogenheit in der Lebensführung entstanden ist, ist ein Ausgleich zu schaffen. Eine gesunde Lebensweise mit viel körperlicher Bewegung ist dem Einsatz von Arzneien vorzuziehen. Das Mittel zur Pflege der seelischen Gesundheit ist die Beschäftigung mit den kosmischen Harmonien und Orientierung an ihnen. Sie bringt den Menschen mit dem All in Einklang und führt ihn zur Eudaimonie, der aus einem gelungenen Leben resultierenden „Glückseligkeit“. Dies ist möglich, weil der unsterbliche Seelenteil kein irdisches, sondern ein himmlisches „Gewächs“ ist.

#### Die Seelenwanderung als Degeneration
Danach wendet sich Timaios der Fortpflanzung und der Tierwelt zu. Dabei kommt er auf seine Seelenwanderungslehre zurück und fasst sie knapp zusammen. Im Vordergrund steht für ihn der ethische Aspekt. Durch Unvernunft und schlechte Lebensführung gerät eine Seele in immer ungünstigere Verhältnisse. Wer als Mann ungerecht gelebt hat, wird als Frau wiedergeboren. Wenn sich eine Seele im menschlichen Dasein nicht richtig oder gar nicht um Erkenntnis bemüht hat, scheitert sie an ihrer Unwissenheit und tritt im nächsten Leben in einen Tierkörper ein. Innerhalb der Tierwelt gibt es Abstufungen; die unterste Stufe bildet das Leben als Wassertier, dem sogar die Luftatmung versagt ist.

#### Das Schlusswort
Timaios beschließt seinen Vortrag mit einem enthusiastischen Lob des Kosmos. Für ihn ist der Kosmos ein göttliches Lebewesen von vollendeter Schönheit, sichtbare Gottheit, das einzigartige Abbild des unsichtbaren, aber gedanklich erfassbaren Schöpfers. Direkt an die Rede des Timaios im gleichnamigen Dialog schließt sich der Dialog Kritias an, der die Rahmenhandlung des Dialoges fortführt und zur Rede des Kritias überleitet.

## Interpretation

### Dereikos mythos
Ein Hauptthema der Forschung ist die Frage, wie Platon den Wahrheitsgehalt von Aussagen über die Weltentstehung eingeschätzt hat. Sein Timaios nimmt grundsätzlich zur Zuverlässigkeit von Behauptungen auf dem Gebiet der Kosmogonie Stellung. Er spricht bereits in der Einleitung seiner Rede von einem eikos mythos, einem die Wirklichkeit relativ gut wiedergebenden Bericht, den er vortrage. Hinsichtlich der Erkennbarkeit dessen, was sich im Bereich des Gewordenen und Werdenden abspielt, ist er skeptisch. Er meint, sicheres Wissen darüber sei prinzipiell unerreichbar, daher solle man sich mit einem brauchbaren Modell begnügen. Diskutiert wird im philosophiehistorischen Diskurs die Einordnung dieses Konzepts in die aus anderen Werken, vor allem dem Dialog Politeia, bekannte Erkenntnistheorie des Philosophen. Dabei geht es um die Frage, wie in der Terminologie von Platons Liniengleichnis das Wirklichkeitsnahe (eikos) des Timaios hinsichtlich der Zuverlässigkeit der Erkenntnisweise zu bezeichnen wäre. Einer verbreiteten Forschungsmeinung zufolge ist es mit dem „Fürwahrhalten“ (pístis) gleichzusetzen, das eine Art des Meinens (dóxa) ist, ein Vertrauen auf die Richtigkeit von nicht ausreichend gesicherten Auffassungen. Nach einer anderen Interpretation entspricht es der wesentlich zuverlässigeren Erkenntnisweise des begrifflichen Denkens (diánoia). Die Vermischung von Elementen mythischer Erzählung mit philosophischer Argumentation wird unterschiedlich gedeutet: Teils wird der mythische Aspekt betont, teils der naturwissenschaftliche Ansatz, dessen Grundlage der Versuch ist, eine Naturerklärung aus mathematischen Gegebenheiten abzuleiten. Unterschiedlich beantwortet wird die Frage, ob die erkenntnistheoretische Beschränkung auf relative Wirklichkeitsnähe nur die kosmologischen Aussagen oder auch die Erkenntnistheorie selbst betrifft. Überwiegend wird in der Forschung angenommen, dass Platon für seine erkenntnistheoretischen Thesen einen Wahrheitsanspruch erhoben hat.
Schwierig und umstritten ist die Übersetzung von Platons Begriff eikos, der ungefähr „gut wiedergebend“ bedeutet. Er wird oft mit „wahrscheinlich“ übersetzt, was aber problematisch ist, da es sich nicht um Wahrscheinlichkeit im heute geläufigen Sinne handelt. Auch die verbreitete Übersetzung mit „plausibel“ stößt auf Widerspruch. Gemeint ist eine Modellvorstellung, die wie jedes Modell zwangsläufig Mängel aufweist und das, was sie darstellen soll, nicht in jeder Hinsicht befriedigend wiedergeben kann, aber doch eine brauchbare Annäherung an eine nicht besser erfassbare Wirklichkeit darstellt. Den verschiedenen Übersetzungen und Umschreibungen ist gemeinsam, dass ein solcher „Mythos“ jedenfalls eine in gewisser Hinsicht unzulängliche und daher nur begrenzt belastbare Mitteilung ist.

### Der Demiurg
Die Figur des Demiurgen wird in der Forschung unterschiedlich interpretiert und in den Kontext der platonischen Ontologie eingeordnet. Sie trägt mythische Züge und wird oft als Personifikation eines Prinzips gedeutet, wobei in erster Linie das Prinzip des Guten und der Nous in Betracht gezogen werden. Verbreitet ist die Gleichsetzung des Demiurgen mit der Gesamtheit der platonischen Ideen. Falls es sich um den Nous handelt, stellt sich die Frage, ob der Nous der Weltseele oder ein separater, unabhängig von ihr bestehender Nous gemeint ist. Gegen die Bestimmung des Schöpfers als Nous wird eingewendet, im Platonismus könne Nous nur in einer Seele existieren, die Weltseele sei aber ein Erzeugnis von Platons Schöpfergott.
Ein fundamentaler Unterschied zwischen dem Demiurgen Platons und dem christlichen Schöpfergott besteht darin, dass im Timaios der Schöpfer keineswegs allmächtig ist und die Welt nicht aus dem Nichts erschaffen hat. Vielmehr formt der Demiurg nur eine bereits existierende Materie in einem bereits vorhandenen Raum, wobei er auf den Widerstand der Notwendigkeit stößt. Diesen Widerstand muss er durch das „Überzeugen“ überwinden, was ihm weitgehend, aber nicht vollständig gelingt.

### Die Notwendigkeit
In der Forschung ist Platons Begriff der „Notwendigkeit“ ein oft diskutiertes Thema. Das griechische Wort anánkē enthält ebenso wie seine deutsche Übersetzung „Notwendigkeit“ sowohl den Aspekt von Voraussetzung und Ermöglichung als auch den von Beschränkung und Zwang. Platons Notwendigkeit ist sowohl eine Voraussetzung für das Sichtbarwerden des Geistigen im Physischen als auch eine Einschränkung, da sichtbare Abbilder die Beschaffenheit ihrer Urbilder nur begrenzt aufweisen können. Sie ist somit zugleich Mitursache als auch Hemmnis der Schöpfung. Ein wesentlicher Unterschied zwischen dem platonischen und dem modernen Begriff besteht darin, dass der platonische keine Gesetzmäßigkeit impliziert, sondern im Gegenteil diesen Aspekt ausschließt. Das Kennzeichen der platonischen Notwendigkeit ist Regellosigkeit, Abwesenheit von Ordnung.
In der präkosmischen Welt, die – zeitlich ausgedrückt – vor der Erschaffung des Kosmos bestand, war nach der vorherrschenden Forschungsmeinung die ziellos wirkende Notwendigkeit der bestimmende Faktor. Ob schon für den Präkosmos ein Einfluss der Weltvernunft anzunehmen ist oder sogar die Notwendigkeit selbst schon einen Keim von Vernunft und Ordnung in sich trug und die Elemente vorstrukturierte, ist umstritten. Dem Wortlaut des Timaios zufolge gab es vor der Schöpfung noch keine Einwirkung der Weltvernunft, doch fassen manche Philosophiehistoriker diese Aussage nicht wörtlich auf. Sie meinen, die Notwendigkeit könne von sich aus nichts verursachen, somit müsse die Vernunft schon damals ursächlich gewesen sein. Nach der gegenteiligen Interpretation gibt es Wirkungen der reinen Notwendigkeit; der chaotische Charakter des Präkosmos resultiert nur aus ihrer Ziellosigkeit, nicht aus einem bei ihr bestehenden Mangel an Ursächlichkeit.
Luc Brisson betont den rein mechanischen Charakter der Notwendigkeit. Im Rahmen des zeitlich formulierten Modells des Timaios unterscheidet er drei Stadien. Im ersten, präkosmischen Stadium verursacht die „reine“ Notwendigkeit, die keinem Einfluss der Vernunft unterliegt, einen chaotischen Zustand. Am Ende dieses Stadiums wird sie von der Vernunft überzeugt und beginnt mit ihr zu kooperieren. Das Zusammenwirken der beiden Faktoren ermöglicht die Entstehung des Kosmos, die im zweiten Stadium stattfindet. Damit wird die Notwendigkeit zu einer untergeordneten Ursache oder Hilfsursache der Schöpfung. Im dritten Stadium ist die Schöpfung vollendet, der Demiurg hat sich zurückgezogen. Nun macht sich der Einfluss der Vernunft nur noch durch die Weltseele geltend, welche die Lenkung der Welt übernommen hat, während die Notwendigkeit als kooperierende Zweitursache weiterhin mitwirkt. Nach Brissons Verständnis sind die Stadien nur gedanklich zu trennen, nicht im Sinne eines realen zeitlichen Ablaufs, da die „Erzeugung“ der Zeit nicht als zeitlicher Vorgang denkbar ist, sondern nur als ontologischer Sachverhalt.
Eine von den gängigen Interpretationen völlig abweichende Hypothese lautet, in der präkosmischen Welt gebe es keine Notwendigkeit. Vielmehr seien die Ausführungen des Timaios so zu verstehen, dass die Notwendigkeit überhaupt erst mit der Schöpfung aufgetreten sei. Der Begriff „Notwendigkeit“ beziehe sich auf das Verhältnis von Ursache und Wirkung, das erst seit der Schöpfung existiere, und nicht auf die präkosmische Selbstbewegung der Materie.

### Der räumliche und materielle Aspekt
Eine weitere Forschungsdiskussion dreht sich um die „Amme des Werdens“, die chora. Dieser Begriff wird gewöhnlich mit „Raum“ übersetzt. Darunter ist jedoch nicht ein potentiell leerer Raum zu verstehen. Vielmehr hat die chora sowohl räumlichen als auch materiellen Charakter, sodass man von „Raum-Materie“ sprechen kann. Sie ist das stabile Substrat, das die materiellen Objekte aufnimmt; sie verschafft ihnen die räumliche Ausdehnung und ermöglicht ihnen damit die physische Existenz. Eine adäquate Interpretation von Platons einschlägigen Aussagen muss sowohl den räumlichen als auch den materiellen Aspekt der chora berücksichtigen. Der Raum kann nicht isoliert für sich gedacht werden, er ist immer auf die in ihm vorhandenen Körper bezogen. Nur begrifflich, nicht real kann er von seinem materiellen Inhalt getrennt werden. Eine von dieser Standarddeutung („One Entity View“) abweichende Auffassung vertritt Dana Miller. Sie meint, die aufnehmende Entität sei physisch, aber etwas anderes als der Raum oder Ort, der eine separate Entität darstelle.
Als neutrale, formlose, durch ihre Unbestimmtheit Dasein ermöglichende Entität weist die chora Gemeinsamkeiten mit der „unbestimmten Zweiheit“ auf, die in der Platon zugeschriebenen Prinzipienlehre eine wichtige Rolle spielt. Dort ist die unbestimmte Zweiheit eines der beiden höchsten Prinzipien, auf die alles zurückgeführt wird. Die Behauptung, dass die nur indirekt überlieferte „ungeschriebene Lehre“ oder Prinzipienlehre ein authentisches Konzept Platons und in den Grundzügen rekonstruierbar sei, gehört allerdings in der Platon-Forschung zu den umstrittensten Hypothesen. Die Befürworter der Authentizität stützen ihre Hypothese unter anderem auf die Ausführungen über die chora – das materielle und räumliche Prinzip – im Timaios. Michael Erler vergleicht Platons Begriff der chora mit dem des Feldes in der modernen Physik.
Die Materie des präkosmischen Raums war nicht absolut undifferenziert. Sie enthielt bereits „Spuren“ (íchnē) der Elemente, die der Schöpfer dann bei der Erschaffung des Kosmos erzeugte. Die Spuren können als Aggregatzustände der vorkosmischen Materie aufgefasst werden. Schwierig ist das Problem der chaotischen Bewegung im präkosmischen Raum, deren Ursache im Timaios nicht angegeben wird und in der Forschung umstritten ist. Eine Erklärungshypothese nimmt eine Einwirkung der Ideen als Ursache an, andere weisen die Rolle des Bewegungsprinzips der Notwendigkeit, der bereits einwirkenden Weltvernunft, einem irrationalen Teil der Weltseele, einer irrationalen seelischen Kraft außerhalb der Weltseele, der chora oder der Inhomogenität der Stoffe zu. Nach der letztgenannten Hypothese verursacht die Materie ihre Bewegung selbst.
Umstritten ist die Beschaffenheit der Dreiecke und Quadrate, aus denen die Elemente aufgebaut sind. Zahlreiche Hypothesen sind vorgebracht und diskutiert worden. Dazu zählen die Vermutungen, es handle sich um zweidimensionale geometrische Figuren, um immaterielle physikalische Objekte, um zweidimensionale Begrenzungen von Raum, um dreidimensionale Körper oder um ein rein theoretisches Konzept.
Viel Beachtung findet in der Forschung das Verhältnis zwischen dem mathematischen Konzept Platons von den kleinsten Bausteinen der Sinnesobjekte und dem materialistischen Atomismus seines älteren Zeitgenossen Demokrit. Platons Modell gilt als Reaktion auf dasjenige Demokrits, mit dem es erhebliche Ähnlichkeiten aufweist. Ein fundamentaler Unterschied besteht darin, dass Demokrit die Atome als primäre Gegebenheit betrachtete, für die er nicht nach einer immateriellen Ursache suchte und deren Bewegung er nicht zu erklären versuchte, während Platon sein Modell als Bestandteil seiner umfassenden metaphysischen Welterklärung vortrug. Außerdem unterscheiden sich die beiden Modelle unter anderem dadurch, dass Demokrit im Gegensatz zu Platon die Existenz eines leeren Raums annahm und die Atome für unveränderlich und unteilbar hielt.

### Die Mischungsvorgänge
Ein intensiv diskutiertes Forschungsthema sind die Mischungsvorgänge bei der Erschaffung der Weltseele durch den Schöpfergott, den Demiurgen, und der Einzelseelen durch die ihm untergeordneten Götter. Hervorgehoben wird die Rolle der Mittelwerte (geometrisches, harmonisches und arithmetisches Mittel) bei der Darstellung der mathematischen Grundlage der Erschaffung der Weltseele. Plato hat bei seinen Angaben zur Struktur der Weltseele die mathematischen Verhältnisse berücksichtigt, die der musikalischen Harmonie zugrunde liegen. Darauf deutet jedenfalls das Zahlenverhältnis 256/243, welches sich bereits bei Philolaos nachweisen lässt. Die musiktheoretische Deutung der angegebenen Zahlenverhältnisse hat Plato aber nicht explizit thematisiert, sondern entsprechende Folgerungen dem sachkundigen Leser überlassen. Umstritten ist in der Forschung, ob es ihm auf die heutige Definition der Musiktheorie ankam oder ob es ihm um die Verbindung musikalischer Gesetzmäßigkeiten und Phänomene mit der allgemeinen Struktur des Seienden ging und er damit der antiken Definition von Musiktheorie folgt. Letzteres ist wahrscheinlicher.
Die einzelnen Schritte bei der Bildung der Weltseele sind in der Forschung umstritten, da der überlieferte Wortlaut der Textpassage problematisch ist und seine Richtigkeit bezweifelt wird. Es bestehen mehrere gravierende Textprobleme. Eine Änderung am mutmaßlich fehlerhaft überlieferten Text ist vorgeschlagen und diskutiert worden. Bei der Interpunktion bestehen Unklarheiten, die inhaltliche Konsequenzen haben. Das Zusammentreffen textlicher und inhaltlicher Schwierigkeiten ist ein großes Auslegungshindernis. Eine allseits befriedigende Lösung ist bisher nicht gefunden worden. Wegen der daraus resultierenden Unsicherheit wird die Stelle unterschiedlich übersetzt, je nachdem welche Lösungsmöglichkeit der Übersetzer favorisiert.

### Die Problematik des zeitlichen Ursprungs des Kosmos
Die bereits in der Antike kontrovers erörterte Frage, ob der Bericht über die Entstehung des Alls in der Zeit wörtlich zu verstehen ist, beschäftigt auch die modernen Interpreten. Wie schon bei den antiken Platonikern lautet auch in der Forschung die Mehrheitsmeinung, Platon habe den Kosmos für ewig gehalten. Nur aus didaktischem Grund habe er Überzeitliches fiktiv auf eine zeitliche Ebene projiziert, um es für das zeitgebundene menschliche Denken besser erfassbar zu machen. Nach einer Deutungsrichtung, die von der Ewigkeit der Welt ausgeht, ist die Schöpfung kein einmaliger Akt, sondern ein ewiger Prozess. Eine andere Hypothese geht zwar von einer Weltentstehung aus, fasst diese aber als „überzeitlichen Akt“ auf, durch den die Zeit konstituiert worden sei, indem sie Messbarkeit erhalten habe. Im Sinne eines überzeitlichen Aktes ist auch von einem „zeitlosen Entstehen“, einem „Ins-Sein-Treten ohne Zeit“ die Rede. Im Dialog weist Platons Timaios wiederholt und mit Nachdruck auf die Schwierigkeit der Aufgabe hin, sein Thema angemessen darzustellen. Den Hintergrund für diese Warnungen vor übertriebenem Vertrauen auf die Richtigkeit der eigenen Meinung bildet wohl der Umstand, dass die Frage der Weltentstehung in Platons Schule, der Akademie, heftig umstritten war.
Ein wichtiges Argument gegen eine wörtliche Auslegung ist der Umstand, dass die Seele im Dialog Phaidros als unentstanden bezeichnet wird, während im Timaios die Erschaffung der Weltseele, der Einzelseelen und des Kosmos geschildert wird. Wenn man die Darstellung im Timaios wörtlich nimmt, ergibt sich ein Widerspruch, der schwer zu erklären ist, wenn man nicht ein Schwanken oder eine Meinungsänderung Platons annehmen will oder die „Erschaffung“ der Weltseele metaphorisch auffasst.
Umstritten ist die Frage, ob Platon der vorkosmischen Welt eine Zeit zugewiesen hat und wie er sich diese gegebenenfalls vorgestellt hat. Einer Forschungshypothese zufolge ist der vorkosmische Zustand durch das Fehlen einer Früher-Später-Relation, eines „Zeitpfeils“, gekennzeichnet. Nach einer anderen Interpretation gab es schon irreversible Zeit, nur war sie noch nicht messbar. Die Annahme einer vorkosmischen Zeit ist aber auch auf scharfe, grundsätzliche Ablehnung gestoßen.

### Ernst und Scherz
Bei manchen Ausführungen des Timaios ist umstritten, ob sie ernst oder scherzhaft gemeint sind. Insbesondere die Passage über verschiedene Arten von tierischen Inkarnationen der Seele wird von einigen Interpreten als humoristische Einlage betrachtet. Allerdings entsprechen die Grundzüge der Seelenwanderungstheorie einer echten Überzeugung Platons. Als scherzhaft gilt u. a. auch die Bemerkung des Timaios, die Götter hätten dem Menschen lange Gedärme gegeben, damit die Verdauung viel Zeit in Anspruch nehme und dadurch die Unersättlichkeit eingedämmt werde.

### Der politische Aspekt
Die im Anfangsteil des Dialogs behandelte politische Thematik tritt quantitativ gegenüber der naturphilosophischen stark zurück. Dennoch bildet, wie vor allem Lothar Schäfer herausgearbeitet hat, ein politisches Anliegen nicht nur den Ausgangspunkt des Gesprächs, sondern auch den Hintergrund des gesamten Textes. Die naturphilosophischen Überlegungen werden nicht um ihrer selbst willen angestellt, sondern zielen auf eine Nutzanwendung ab, welche die Lebensführung und die soziale Organisation betrifft. Platons großangelegtes Projekt bezweckt die Abstützung von ethischen und politischen Forderungen durch die Darstellung einer kosmischen Ordnung, die das Vorbild für ein entsprechend geordnetes menschliches Dasein abgeben soll. Da das Weltall als göttliches Erzeugnis optimal eingerichtet ist, kann man das in der Natur Geltende, die natürliche „Gerechtigkeit“, als das schlechthin Naturgemäße bestimmen und mit dem Richtigen gleichsetzen. Das so erkannte Richtige kann dann auf die menschlichen Verhältnisse übertragen und zur verbindlichen Handlungsnorm erhoben werden. Die absolute Unveränderlichkeit der kosmischen Ordnung soll sich in der relativen Stabilität eines bestmöglich eingerichteten Staates spiegeln.
Ganz im Dienst der staatspolitischen Ziele des Autors steht die im Timaios nur skizzierte Atlantis-Geschichte, die im unvollendeten Kritias ausführlicher dargestellt werden sollte. Die Erzählung ist nach heutigem Forschungsstand eine freie Erfindung Platons; für eine frühere Existenz des Stoffs gibt es keine Anhaltspunkte. Die Forschungsdiskussion dreht sich um die Frage, ob Platon davon ausging, dass seine Leser den fiktionalen Charakter der Erzählung leicht durchschauen würden. Hierfür spricht die auffällige Analogie zwischen der Rolle der mythischen Ur-Athener im Abwehrkampf gegen Atlantis und derjenigen der historischen Athener in den Perserkriegen. Außerdem signalisiert Platon die Fiktionalität mit verschiedenen Hinweisen.

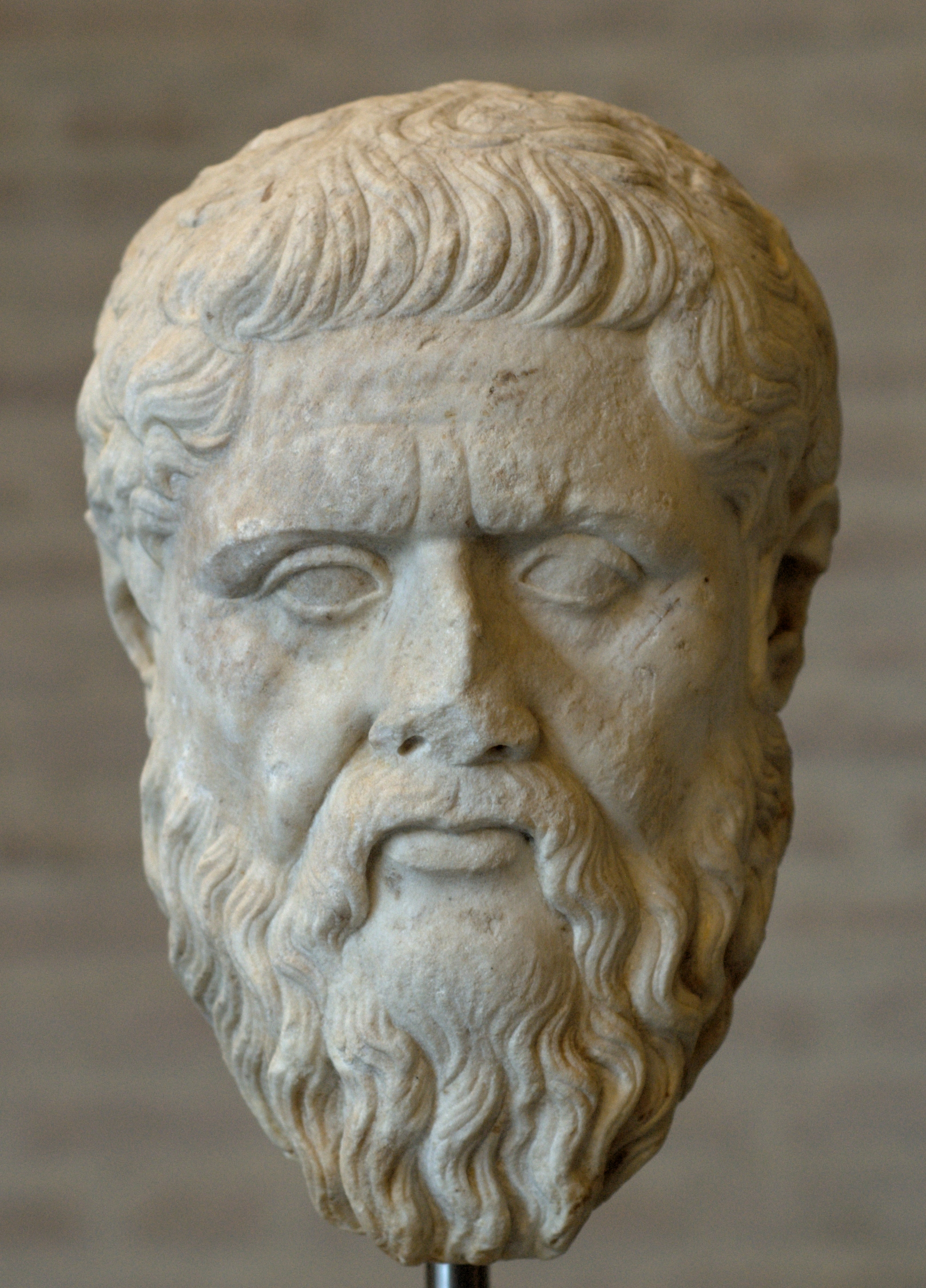
Büste Platons (römische Kopie des griechischen Platonporträts des Silanion, Glyptothek München)

## Entstehung
Einigkeit besteht heute darüber, dass der Timaios zu den späten Dialogen zählt. Für die Spätdatierung spricht vor allem der sprachstatistische Befund. Ein gewichtiges stilistisches Argument ist die Vermeidung des Hiats. Meist wird angenommen, dass es sich um eines der letzten Werke des Philosophen handelt und dass die Abfassung nach 360 v. Chr. erfolgte. Diese Einordnung passt allerdings unter inhaltlichem Gesichtspunkt nicht zu der von zahlreichen Philosophiehistorikern vertretenen „revisionistischen“ Interpretation der Entwicklung von Platons Ontologie. Die Revisionisten meinen, Platon habe in seiner letzten Schaffensphase die Vorstellung aufgegeben, dass die Ideen als urbildliche Muster der Sinnesobjekte aufzufassen seien. Im Timaios wird jedoch ein solches Verständnis der Ideen vorausgesetzt, was den Dialog inhaltlich in die Nähe der Werke der mittleren Periode zu rücken scheint. Das hat einige Forscher zu einer relativ frühen Datierung bewogen. Nach ihrer Ansicht ist der Timaios das letzte in der mittleren Zeit entstandene Werk. Diese vor allem von Gwilym E. L. Owen vertretene, auch mit weiteren Argumenten inhaltlicher und stilistischer Art begründete Auffassung ist nach der heute vorherrschenden Lehrmeinung widerlegt. Eine inhaltlich begründete Frühdatierung des Timaios – vor der Endfassung des Parmenides – ist aber noch 2005 von Kenneth M. Sayre verteidigt worden.

## Rezeption
Kein anderes Werk Platons hat in der europäischen Geistesgeschichte eine größere Wirkung erzielt als der Timaios. Als besonders wirkmächtig erwies sich der Gedanke, dass der Mensch analog zum Kosmos konstruiert ist und diesen als Mikrokosmos spiegelt.

### Antike
Bereits in der Antike galt der Timaios als dunkel und schwer verständlich. Er wurde eifrig studiert und kommentiert und oft zitiert. Die antiken Ausleger beschäftigten sich insbesondere mit der Frage, ob die Schöpfungsgeschichte wörtlich im Sinne einer Weltentstehung in der Zeit zu verstehen ist oder nur die überzeitliche Ordnung einer ewigen Welt mit erzählerischen Mitteln veranschaulichen soll. Viele lehnten die wörtliche Interpretation ab. Die Beantwortung der Frage nach einem zeitlichen Weltanfang wurde als existentielles Problem betrachtet, da sie weitreichende philosophische und religiöse Konsequenzen hatte. Daher führten die Philosophen die Auseinandersetzung mit außergewöhnlicher Intensität. Umstritten war auch die Geschichtlichkeit der Atlantis-Erzählung.
In der Tetralogienordnung der Werke Platons, die anscheinend im 1. Jahrhundert v. Chr. eingeführt wurde, gehört der Timaios zur achten Tetralogie. Ein Alternativtitel lautete Über die Natur.

#### Vom 4. bis zum 1. Jahrhundert v. Chr.
In Platons Philosophenschule, der Akademie, dominierte anscheinend schon bald nach dem Tod des Schulgründers die Auffassung, mit der Schilderung der Weltentstehung könne kein zeitlicher Anfang gemeint sein. Dieser Ansicht waren die Schulleiter Speusippos und Xenokrates. Sie meinten, Platon habe nur aus didaktischen Erwägungen eine zeitliche Darstellung gewählt; in Wirklichkeit habe er die Weltseele für überzeitlich und daher auch die Welt für anfangslos gehalten.
Platons Schüler Aristoteles zitierte den Timaios häufiger als jeden anderen Dialog seines Lehrers, wobei er zum Inhalt sehr kritisch Stellung nahm. Er unterstellte Platon die Annahme eines zeitlichen Anfangs der Welt und versuchte diese Ansicht zu widerlegen. Nach seiner Kosmologie ist das Universum unentstanden und unvergänglich; Entstandenes kann prinzipiell nicht unvergänglich sein. Außerdem bekämpfte er die Seelenlehre des Timaios; Anstoß nahm er insbesondere an der Vorstellung, die Seele sei eine ausgedehnte Größe und als Bewegungsprinzip zu bestimmen und ihre räumliche Bewegung sei eine Denkbewegung. Die platonische Elementenlehre, die Raumkonzeption und die präkosmische Bewegung verwarf Aristoteles ebenfalls. Auch Aristoteles’ Schüler Theophrast und Klearchos von Soloi befassten sich mit dem Timaios. Theophrast hielt Atlantis für historisch. In seiner Abhandlung über die Sinneswahrnehmung (De sensibus) setzte er sich kritisch mit einzelnen diese Thematik betreffenden Behauptungen im Timaios auseinander. Klearchos legte den Bericht über die Entstehung der Weltseele aus.
Den ersten, nur fragmentarisch erhaltenen Timaios-Kommentar – oder vielleicht nur eine Auslegung ausgewählter Passagen des Dialogs – verfasste Krantor von Soloi († 276/275 v. Chr.), ein Schüler des Xenokrates. Aus einem indirekt überlieferten Fragment des Kommentars scheint hervorzugehen, dass Krantor den Atlantis-Mythos für eine geschichtliche Tatsache hielt. Diese Stelle gilt als Beleg für eine frühe Diskussion um die Geschichtlichkeit der Atlantis-Erzählung. Die Interpretation der Stelle ist allerdings umstritten; möglicherweise handelt es sich nicht um eine eigene Meinungsäußerung Krantors, sondern nur um eine Wiedergabe einer Feststellung im Timaios. Krantor war der Ansicht, der Schöpfungsbericht sei nicht im zeitlichen Sinn zu verstehen.
Epikur († 271/270 v. Chr.) kritisierte in seiner Schrift Über die Natur die geometrische Elementenlehre des Timaios scharf. Er bezeichnete sie als lächerlich. Seine Argumentation ist nur fragmentarisch überliefert.
Cicero übersetzte im Jahr 45 v. Chr. oder bald darauf einen Teil des Timaios – etwa ein Viertel von Platons Text – ins Lateinische. Den Einleitungsteil und den Vortrag des Kritias ließ er ebenso wie den letzten Teil von Timaios’ Vortrag weg, sein Text beginnt mit den Ausführungen des Timaios über die philosophischen Voraussetzungen der Kosmologie. Ciceros Übersetzung ist – wenngleich lückenhaft – erhalten geblieben.
Der frühe Mittelplatoniker Eudoros von Alexandria, der wohl um die Mitte und in der zweiten Hälfte des 1. Jahrhunderts v. Chr. aktiv war, verfasste eine heute verlorene Schrift, bei der es sich entweder um einen Kommentar zum ganzen Timaios oder um Erläuterungen zu Platons Ausführungen über die Weltseele handelte. Er hielt die Welt für unentstanden und fasste den Schöpfungsbericht metaphorisch auf.

#### Vom 1. bis zum 3. Jahrhundert
In den ersten drei Jahrhunderten der christlichen Zeitrechnung war der Timaios Platons berühmtestes Werk, wie eine Fülle von Zitaten zeigt. Er wurde nicht nur in philosophischen Kreisen studiert, sondern war auch einer breiten gebildeten Öffentlichkeit vertraut; man konnte davon ausgehen, dass jeder Gebildete ihn gelesen hatte.
Der jüdische Philosoph und Theologe Philon von Alexandria verwertete Gedankengut des Timaios bei seiner Auslegung der Genesis. Er war von Parallelen zwischen den beiden Schöpfungsberichten stark beeindruckt.
Der Geschichtsschreiber und Philosoph Plutarch verfasste eine Abhandlung über die Erschaffung der Weltseele nach dem Timaios und eine weitere – heute verlorene – über die Entstehung des Kosmos. Er plädierte nachdrücklich für die zeitliche Interpretation des Schöpfungsberichts. Außerdem ging er in seinen Platonischen Fragen (Quaestiones Platonicae) auf einzelne Probleme und Stellen des Dialogs ein.
Christliche Autoren behaupteten, Platon habe im Timaios theologisches Wissen verwertet, das er nicht durch eigene Erkenntnis gewonnen, sondern den Schriften des Moses entnommen habe. Abhängigkeit von der Lehre des Moses unterstellten ihm Justin der Märtyrer (2. Jahrhundert), Clemens von Alexandria (2./3. Jahrhundert) und der unbekannte Verfasser der Cohortatio ad Graecos (Pseudo-Justin).
Zu den Mittelplatonikern, die im 2. und 3. Jahrhundert Kommentare zum Timaios verfassten, zählten Severos, Lukios Kalbenos Tauros, Attikos, Harpokration von Argos (im Rahmen eines umfassenden Platonkommentars) und Longinos. Diese heute verlorenen Kommentare sind nur aus Erwähnungen und Zitaten in späterer antiker Literatur bekannt. Attikos sprach sich in seinem offenbar umfangreichen Werk für eine wörtliche Interpretation von Platons Aussagen über die Entstehung der Welt und der Weltseele aus, womit er sich Plutarchs Meinung – einer Minderheitsposition unter den Platonikern – anschloss. Von den Mittelplatonikern Ailianos und Demokritos sind Äußerungen zu Einzelfragen überliefert, die entweder aus Kommentaren zum gesamten Timaios oder aus Spezialuntersuchungen zu bestimmten Aspekten des Dialogs stammen. Die überlieferten Angaben über die Timaios-Auslegung des Platonikers Origenes basieren vermutlich auf Aufzeichnungen eines Schülers aus einer Lehrveranstaltung dieses Gelehrten.
Stark vom Timaios beeinflusst war der Mittelplatoniker Numenios, der um die Mitte des 2. Jahrhunderts lebte. Er hielt den Atlantismythos für reine Fiktion ohne historischen Hintergrund und deutete ihn allegorisch im Rahmen seiner Version der platonischen Seelenlehre. Nach seiner Überzeugung existiert im Kosmos neben der guten Weltseele eine zweite Seele, die ebenfalls unsterblich, aber von Natur aus böse ist. Die böse Seele hielt er für die Ursache der Selbstbewegung der Materie. Außerdem machte er sie für die Entstehung alles Schlechten im Menschen verantwortlich. Den Abstieg der Einzelseelen in die Körperwelt, ihr Eintreten in die menschlichen Körper betrachtete er grundsätzlich als ein Unglück. Nach seiner Auslegung versinnbildlicht der Kampf der Ur-Athener gegen die Streitmacht von Atlantis die Auseinandersetzung zwischen der Schar der besseren Seelen unter der Leitung der Göttin Athene, der Repräsentantin der Vernunft, und der zahlenmäßig überlegenen Gruppe der schlechteren Seelen, die dem Meeresgott Poseidon unterstehen.
Im 2. Jahrhundert entstand der Timaios-Kommentar des Peripatetikers Adrastos von Aphrodisias, der späteren Gelehrten als wertvolles Handbuch diente, aber heute bis auf Fragmente verloren ist. Es handelte sich vermutlich in erster Linie oder ausschließlich um eine Erklärung von technischen Einzelheiten. Adrastos ging ausführlich auf die Zahlenlehre und ihre Rolle in der Kosmologie und in der Musiktheorie ein. Der Peripatetiker Alexander von Aphrodisias verteidigte in der Frage der Ewigkeit der Welt den aristotelischen Standpunkt.
Der berühmte Arzt Galen verfasste einen Kommentar zum Timaios, von dem teils umfangreiche Fragmente erhalten sind. Er bot nicht nur Erläuterungen, sondern nahm auch inhaltlich Stellung. Außerdem erstellte er eine Zusammenfassung des Dialoginhalts, die heute nur in einer arabischen Teilübersetzung vorliegt. Sein besonderes Interesse galt psychosomatischen Zusammenhängen. Er war aufgrund seiner Erfahrungen der Überzeugung, dass körperliche Faktoren seelische Krankheiten hervorrufen, und berief sich dafür zusätzlich auf den Timaios.
Mit Plotin († 270), dem Begründer des Neuplatonismus, begann eine neue Epoche der Timaios-Rezeption. Die Neuplatoniker interpretierten den Dialog im Sinne ihres Weltbilds. Sie plädierten vehement für die Ungeschaffenheit des Kosmos, die zu ihren Grundüberzeugungen zählte. Plotins Schüler Porphyrios († 301/305) schrieb einen in der Folgezeit sehr einflussreichen Timaios-Kommentar. Sein gründlich ausgearbeitetes, nur fragmentarisch erhaltenes Werk wurde zur Grundlage für die spätere antike Kommentierung des Dialogs.

#### Spätantike
In der Spätantike lag die Untersuchung und Kommentierung des Timaios in der Hand der Neuplatoniker. Iamblichos († um 320/325), der eine sehr einflussreiche neuplatonische Schulrichtung begründete, verfasste einen umfangreichen Kommentar, von dem 90 Fragmente erhalten sind. Darin setzte er sich kritisch mit der Sichtweise des Porphyrios auseinander. Die späteren Neuplatoniker sahen wie schon Iamblichos im Parmenides und im Timaios die beiden grundlegenden Schriften der klassischen Philosophie, von denen die eine die Metaphysik, die andere die Naturlehre darlege. Im Studiengang der spätantiken Philosophenschulen bildete das Studium dieser beiden Dialoge den krönenden Abschluss der philosophischen Ausbildung.
Im 4. Jahrhundert verfasste der Dichter Tiberianus einen lateinischen Hymnus in 32 Hexametern, in dem er von der höchsten Gottheit Erkenntnis über die Schöpfung und die im Kosmos wirkenden Gesetze, Ursachen und Kräfte erbat. Dabei orientierte er sich an zentralen Themen des Timaios.
Im 4. oder 5. Jahrhundert übertrug der Gelehrte Calcidius den Anfangsteil des Timaios – etwas weniger als die Hälfte des Werks – ins Lateinische und verfasste einen lateinischen Kommentar, in dem er den übersetzten Text nur selektiv behandelte, aber auf die aus seiner Sicht wesentlichen Themen ausführlich einging. Er brachte seine Auffassung selbstbewusst zur Geltung und grenzte sich kritisch von der Tradition der Timaios-Kommentierung ab. Den Schöpfungsbericht deutete er im Sinne einer nichtzeitlichen Weltentstehung. Als Hauptthema des Dialogs bezeichnete er die „natürliche Gerechtigkeit“, die als göttliche Einrichtung die Grundlage des in der Politeia erörterten positiven Rechts sei.
Gründlich studiert wurde der Timaios in der neuplatonischen Philosophenschule von Athen, die an die Tradition der platonischen Akademie anknüpfte. Proklos († 485), ein sehr angesehener Scholarch (Leiter) dieser Schule, verfasste den bedeutendsten spätantiken Kommentar zu dem Dialog. Ein großer Teil seines Werks ist erhalten geblieben. Da sich Proklos eingehend mit der älteren Fachliteratur auseinandersetzte und auch zahlreiche Interpretationen seines Lehrers Syrianos anführte, ist sein Kommentar eine wertvolle Quelle für die frühere Geschichte der Timaios-Rezeption. Die Atlantis-Erzählung betrachtete Proklos als allegorische Darstellung des kosmischen Konflikts zwischen der ordnenden göttlichen Macht und der ihr Widerstand leistenden Materie. Er wandte sich gegen die Auffassung des Aristoteles, wonach Platon die Weltseele zugleich als Denkvermögen und als ausgedehnte Größe beschrieben hat und das Denken der Seele mit der Kreisbewegung des Alls gleichgesetzt hat. Nach Proklos’ Verständnis ist Platons Weltseele ausdehnungslos und die Bewegung des Weltalls nur ein physisches Abbild des seelischen Denkens. Damit wandte sich Proklos gegen die wörtliche Interpretation, die für Aristoteles die Grundlage seiner Kritik am Timaios bildete.
Verloren sind heute die Kommentare von Proklos’ Schüler Asklepiodotos von Alexandria und des nach 538 gestorbenen Damaskios, des letzten Scholarchen der Athener Philosophenschule. Damaskios setzte sich kritisch mit der Timaios-Interpretation des Proklos auseinander.
Der Philosoph Boethius († 524/526) stellte in die Mitte seines Hauptwerk Consolatio philosophiae (Der Trost der Philosophie) das später berühmt gewordene, mit den Worten O qui perpetua beginnende Gedicht, in dem er Kerngedanken des von Calcidius übersetzten Teils des Timaios zusammenfasste. In seinem Lehrbuch De institutione musica (Einführung in die Musik) beschrieb Boethius musikalische Konsequenzen aus der im Timaios dargestellten mathematischen Weltordnung.

#### Die Plagiatslegende
Schon in der Epoche des Hellenismus kursierte das Gerücht, der Timaios sei ein Plagiat. Es wurde behauptet, Platon habe für viel Geld ein pythagoreisches Buch gekauft, dem er die im Timaios dargelegten naturphilosophischen Lehren entnommen habe. Im 3. Jahrhundert v. Chr. schrieb der Philosoph Timon von Phleius in satirischen Versen, Platon habe sich nach dem Kauf dieser Schrift an die Arbeit gemacht. Hermippos, ein jüngerer Zeitgenosse Timons, berichtete von verschiedenen Versionen des Gerüchts, denen zufolge es sich um ein Werk des Pythagoreers Philolaos gehandelt habe, das Platon in Italien erworben habe. Die Plagiats-Unterstellung, die in der modernen Forschung einhellig für abwegig gehalten wird, wirkte bis in die Spätantike stark nach. Eine Schrift mit dem Titel Über die Natur des Kosmos und der Seele, die in mehr als fünfzig Handschriften überliefert ist, galt als authentisches Werk des Timaios von Lokroi. Man glaubte, Platon habe diese Schrift als Vorlage für den Vortrag des Timaios in seinem Dialog verwendet. Tatsächlich stimmt sie im Aufbau weitgehend mit Platons Text überein und enthält eine zusammenfassende Darstellung der Ausführungen der Dialogfigur Timaios. Sogar Platoniker wie Proklos nahmen an, Platon habe sich auf das vermeintliche Werk des Pythagoreers Timaios von Lokroi gestützt. Erst moderne philologische Untersuchungen haben gezeigt, dass die Abhandlung Über die Natur des Kosmos und der Seele aus dem späten 1. Jahrhundert v. Chr. oder aus dem 1. Jahrhundert n. Chr. stammt und auf Platons Timaios basiert.

### Mittelalter
Die älteste erhaltene mittelalterliche Handschrift des griechischen Originaltextes wurde im 9. Jahrhundert im Byzantinischen Reich angefertigt. In West- und Mitteleuropa war der Originaltext nicht zugänglich, dort waren die Gelehrten auf die antiken lateinischen Teilübersetzungen von Calcidius und Cicero angewiesen. Wegen der Unvollständigkeit beider Übersetzungen war ein beträchtlicher Teil des Dialogs unbekannt. Calcidius’ Übersetzung und Kommentar waren außerordentlich verbreitet und einflussreich. Oft unterschieden mittelalterliche Leser nicht zwischen den Ansichten Platons und denen des Calcidius, sondern betrachteten den Dialog und den Kommentar inhaltlich als Einheit.
Außerdem gelangte Gedankengut des Timaios auf indirektem Weg über Werke spätantiker Autoren ins Mittelalter. Eine starke Wirkung entfalteten insbesondere Boethius’ Trost der Philosophie und sein musiktheoretisches Lehrbuch, das für die mittelalterliche Musiktheorie wegweisend war.

#### Vom Beginn des Frühmittelalters bis zum 11. Jahrhundert

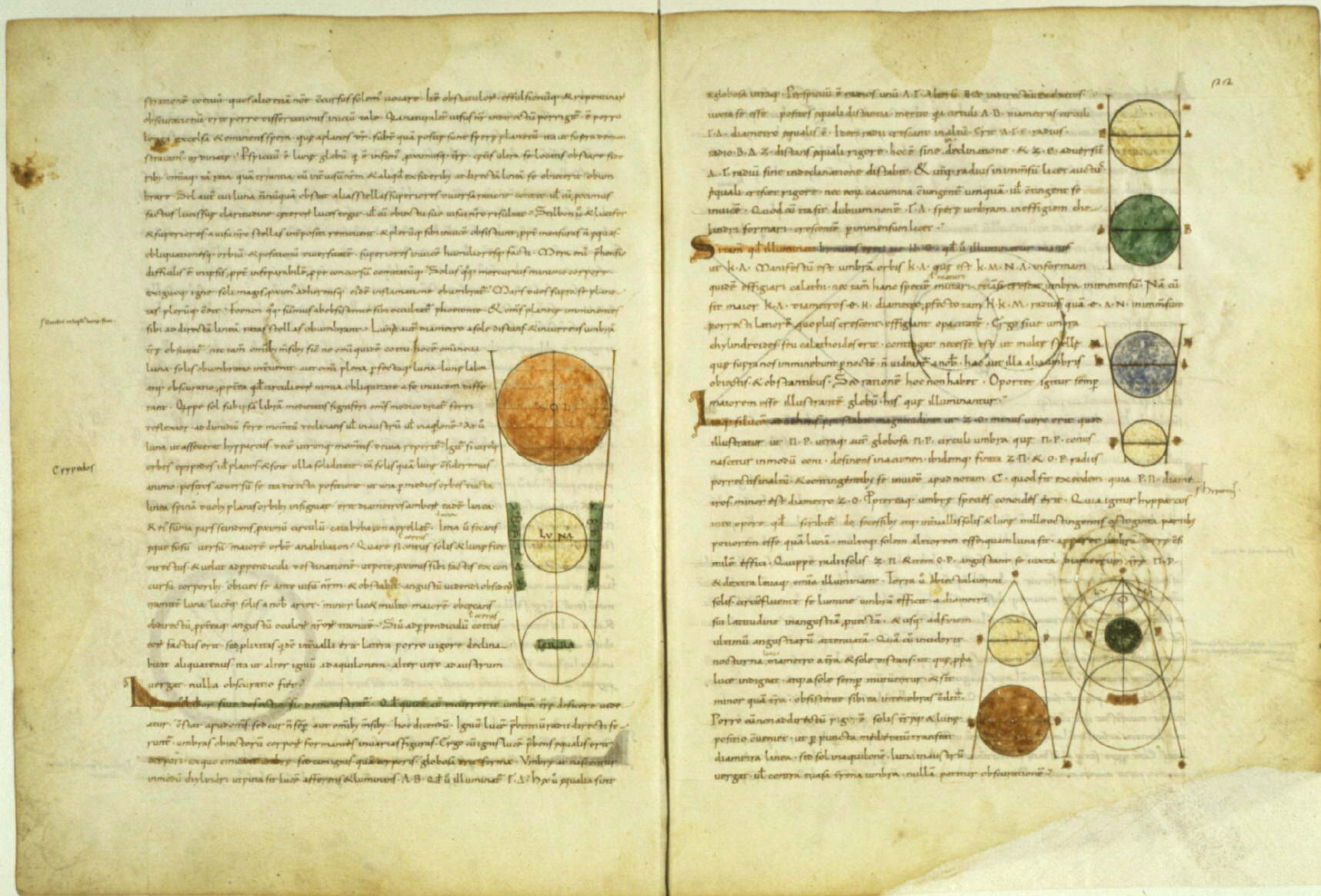
Mittelalterliche Handschrift des Timaios-Kommentars des Calcidius (Vatikan, Codex Reginensis Latinus 1308, 11. Jahrhundert)

Abschriften von Calcidius’ Übersetzung und Kommentar waren in Gallien schon im 6. Jahrhundert, in Hispanien spätestens im 7. Jahrhundert vorhanden. Im 9. Jahrhundert entnahm der Philosoph Johannes Scottus Eriugena dem Werk des Calcidius wesentliche Anregungen; er war von der Belebtheit des Kosmos überzeugt. Zwei bedeutende frühmittelalterliche Gelehrte, Abbo von Fleury († 1004) und Gerbert von Aurillac († 1003), studierten sowohl den Timaios als auch den Kommentar. Im 11. Jahrhundert steigerte sich das Interesse am Timaios beträchtlich. Die zunehmende Glossierung von Handschriften des Dialogs und des Kommentars zeugt von der wachsenden Intensität der Auseinandersetzung mit den Inhalten. Die stärkere Rezeption rief aber auch Kritik hervor; als Wortführer streng kirchlich orientierter Kreise polemisierte Manegold von Lautenbach gegen die Wertschätzung und Christianisierung der platonischen Naturphilosophie.

#### 12. Jahrhundert
Im 12. Jahrhundert erreichte die mittelalterliche Rezeption des Dialogs ihre größte Intensität. Viele Abschriften wurden angefertigt. In der stark vom Platonismus geprägten Schule von Chartres, die eine der bestimmenden geistigen Kräfte ihrer Zeit war, bildete die Kosmogonie und Kosmologie des Timaios einen thematischen Schwerpunkt.
Bernhard von Chartres († nach 1124), die erste prägende Gestalt der Schule von Chartres, verfasste einen Timaios-Kommentar in Glossenform. Das für den Unterricht konzipierte Werk zeigt das Bemühen des Autors um ein genaues Textverständnis und seine intensive, eigenständige Auseinandersetzung mit dem Inhalt. Er versuchte nicht den Timaios zu christianisieren. Besonderes Gewicht legte Bernhard auf das schon von Calcidius hervorgehobene Konzept einer „natürlichen Gerechtigkeit“ (naturalis iustitia), das er für das eigentliche Thema des Dialogs hielt.
Wilhelm von Conches († nach 1154), ein namhafter Vertreter der Schule von Chartres, kommentierte den Timaios ebenfalls. Seine Auslegung des Dialogs rief ein starkes, allerdings teilweise negatives Echo hervor. Als Platoniker versuchte er, die Schöpfungsgeschichte der Bibel mit einer metaphorischen Interpretation der Weltschöpfungserzählung im Timaios in Einklang zu bringen. Dabei brachte er die platonische Weltseele vorsichtig mit dem Heiligen Geist in Verbindung. Auch andere Gelehrte des 12. Jahrhunderts, Abaelard und Thierry von Chartres, sahen in der Weltseele das platonische Gegenstück zum Heiligen Geist. Das war allerdings theologisch sehr problematisch, da bei Platon die Weltseele etwas „Gewordenes“, ein Teil der Schöpfung ist, während der Heilige Geist nach dem christlichen Glauben eine Person der göttlichen Dreifaltigkeit und als solche ungeschaffen ist. Daher formulierte Wilhelm von Conches seine Meinung als bloße Hypothese, und Abaelard betonte, die platonische Lehre von der Weltseele sei nicht konkret, sondern nur gleichnishaft gemeint. Dennoch sahen die einflussreichen Theologen Bernhard von Clairvaux und Wilhelm von Saint-Thierry in der Christianisierung der Weltseele Häresie und bekämpften sie nachdrücklich.
Wilhelm von Conches meinte, die „natürliche Gerechtigkeit“ sei in der gesetzmäßigen Struktur des Kosmos und der Harmonie der natürlichen Bewegungsabläufe erkennbar. Sie zeige sich im Lauf der Himmelskörper ebenso wie in der einträchtigen Verbindung der Elemente oder in der elterlichen Liebe. Das Verständnis dafür vermittle der Timaios dem Leser. Platons Schrift zeige, dass im sichtbaren Kosmos die göttliche Macht, Weisheit und Güte zu erkennen sei. Durch die Erkundung der Natur werde man dazu angeregt, Gott nicht nur zu verehren und zu lieben, sondern auch nachzuahmen. Mit solchen Überlegungen begründete Wilhelm sein naturkundliches Forschungsprogramm. Indem er die so legitimierte Naturbetrachtung als Aufgabe des Menschen bestimmte, wertete er die Naturwissenschaft auf eine für damalige Verhältnisse umwälzende Weise auf.
Aus theologischer Sicht interessant war die aus Überlegungen im Timaios abgeleitete Behauptung, die Welt habe so geschaffen werden müssen wie sie ist, denn der Schöpfer könne nicht von seiner eigenen Natur abweichen, die ihm eine bestimmte Handlungsweise – die jeweils optimale – zwingend vorschreibe. Demnach hätte Gott keinesfalls eine bessere Welt erschaffen können, denn wenn das möglich wäre, hätte er es notwendigerweise getan. Diese Gottes Allmacht einschränkende und daher theologisch problematische Behauptung vertrat Petrus Abaelardus in seinem Werk Theologia „scholarium“. Dabei berief er sich auf den Timaios, wo Platon die Richtigkeit der These bewiesen habe. 1141 wurde die These auf der Synode von Sens als häretisch verurteilt.
Der Philosoph und Dichter Bernardus Silvestris schuf in den 1140er Jahren das Prosimetrum Cosmographia, eine mythische Darstellung der Weltentstehung. Dabei entnahm er dem Timaios wesentliche Anregungen.
In der zweiten Hälfte des 12. Jahrhunderts ging die Begeisterung für die platonische Naturphilosophie deutlich zurück. Sowohl im theologischen Diskurs als auch bei naturwissenschaftlichen Fachautoren setzte sich eine skeptischere Haltung gegenüber der Autorität des antiken Philosophen durch.

#### Spätmittelalter
Albert der Große († 1280), einer der angesehensten Gelehrten seiner Epoche, setzte sich intensiv mit Platons naturphilosophischer Schrift auseinander. Ansonsten war aber das Interesse der Theologen und Philosophen am Timaios im Verlauf des 13. Jahrhunderts stark rückläufig. In den Wissenschaften wurde der Platonismus zurückgedrängt, unter dem Einfluss neuer lateinischer Aristoteles-Übersetzungen setzte eine Wende zu aristotelischem Gedankengut ein. Im 14. und frühen 15. Jahrhundert wurden nur wenige Abschriften des Timaios angefertigt. Im 15. Jahrhundert intensivierte sich die Beschäftigung mit dem Dialog wiederum deutlich. Vereinzelt entstanden im Spätmittelalter noch neue Kommentare.
Dante ging in seiner Divina commedia im vierten Gesang des Paradiso ausführlich auf die Seelenlehre des Timaios ein. Auf seiner im Paradiso geschilderten Himmelsreise wird der zweifelnde Dante von seiner Führerin Beatrice belehrt. Sie unterscheidet zwischen einer wörtlichen und einer übertragenen Auslegung dessen, was Timaios im Dialog über die Heimkehr der Seelen zu ihren Heimatsternen behauptet. Die wörtliche Auslegung entspreche nicht den Tatsachen, doch wenn man die Worte des Timaios allegorisch verstehe, könne darin Wahrheit zu finden sein.

#### Arabischsprachiger Raum
Im arabischsprachigen Raum gehörte der Timaios im Mittelalter zu den bekanntesten Dialogen Platons, wie zahlreiche Bezugnahmen in der arabischen Literatur zeigen. Er wurde im 9. Jahrhundert von dem Gelehrten Yaḥyā ibn al-Biṭrīq, der zum Umkreis des Philosophen al-Kindī zählte, ins Arabische übersetzt. Später wurde diese Übersetzung von Ḥunain ibn Isḥāq und/oder Yaḥyā ibn ʿAdī überarbeitet. Auch Galens Zusammenfassung des Dialogs war arabischsprachigen Gelehrten teilweise zugänglich; sie lag ihnen in einer von Ḥunain ibn Isḥāq stammenden Teilübersetzung vor.

### Frühe Neuzeit

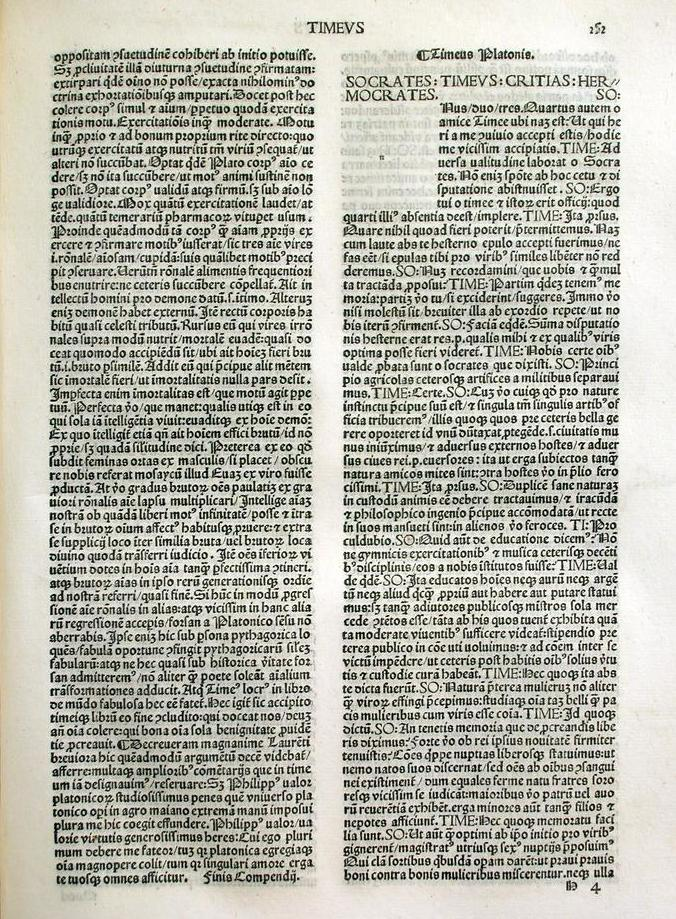
Anfang der lateinischen Timaios-Übersetzung Ficinos, gedruckt in Venedig 1491

Der lateinische Timaios und der Kommentar des Calcidius gehörten zu den antiken Werken, die den Humanisten der Frührenaissance vertraut waren. Einen neuen Impuls brachte die Wiederentdeckung des vollständigen griechischen Originaltextes. Der Humanist Marsilio Ficino fertigte eine lateinische Übersetzung des gesamten Dialogs an. Er veröffentlichte sie 1484 in Florenz in der Gesamtausgabe seiner Platon-Übersetzungen. Damit machte er den ganzen Text erstmals einem breiteren Lesepublikum zugänglich. Außerdem verfasste er einen Kommentar zu dem Dialog, das Compendium in Timaeum, dessen definitive Fassung 1496 gedruckt wurde.

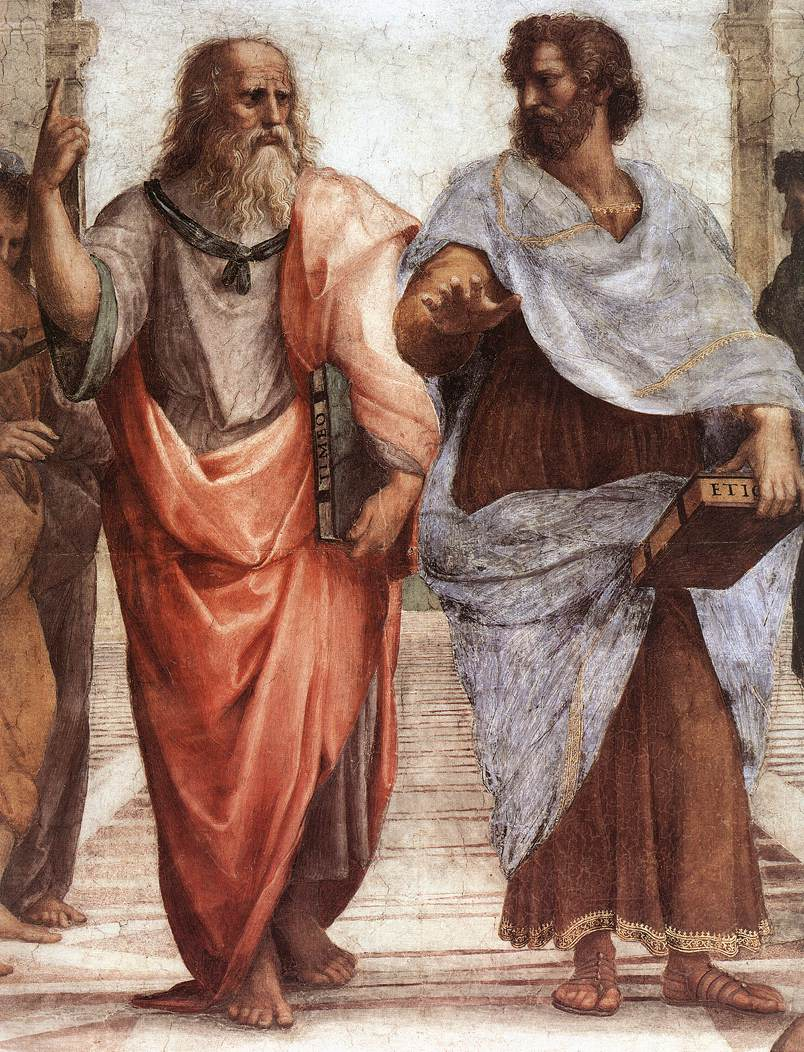
Platon (links), den Timaios haltend, und Aristoteles; Ausschnitt aus Raffaels Die Schule von Athen (wohl 1510/1511), Stanza della Segnatura, Vatikan

Die herausragende Rolle des Timaios in der platonischen Tradition und in der abendländischen Geistesgeschichte fand eine künstlerische Würdigung in Raffaels berühmtem, wohl 1510/1511 geschaffenem Fresko Die Schule von Athen, wo Platon mit diesem Werk in der Hand dargestellt ist. Mit der Rechten weist Platon auf den sichtbaren Himmel, das heißt auf dessen unveränderliche, schlechthin musterhafte Ordnung, das Vorbild, an dem nach dem Timaios der Mensch sein Leben ausrichten soll.
Die Erstausgabe des Originaltextes erschien im September 1513 in Venedig bei Aldo Manuzio als Teil der ersten griechischen Gesamtausgabe der Werke Platons. Der Herausgeber war Markos Musuros. Im 16. Jahrhundert wurden vier neue Kommentare publiziert, und zahlreiche Gelehrte nahmen in ihren Schriften auf Platons Werk Bezug.

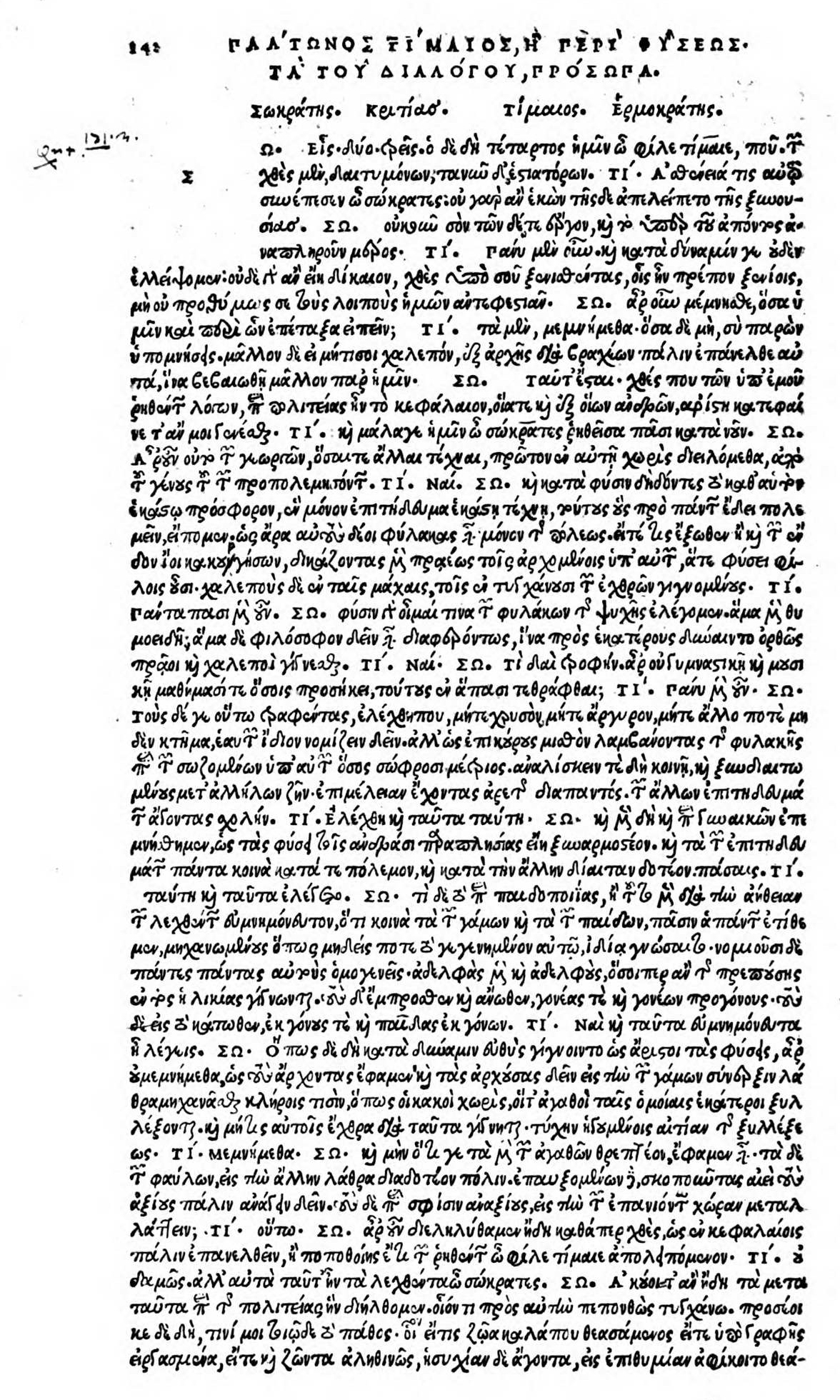
Der Anfang des Timaios in der Erstausgabe, Venedig 1513

Johannes Kepler hielt den Timaios für eine pythagoreische Version des biblischen Schöpfungsberichts. Er teilte grundlegende Überzeugungen Platons und verwertete Gedanken des Dialogs für seine kosmologischen Hauptwerke Mysterium cosmographicum (1596) und Harmonices mundi libri V (1619), doch lehnte er die im Timaios vorgetragene Theorie der Materie ab.
Voltaire veröffentlichte 1756 seine Erzählung Songe de Platon (Platons Traum), eine satirische Bearbeitung des Timaios-Stoffs.
1794 verfasste Friedrich Wilhelm Joseph Schelling den Aufsatz Timaeus, ein Jugendwerk, in dem er ausgewählte Teile des Dialogs erörterte. Sein Interesse galt vor allem dem aufnehmenden Prinzip, für das er den Begriff „Materie“ verwendete. Gemeint war nicht Materie im physikalischen Sinn, sondern Platons gestaltlose, präkosmische Proto-Materie, die später ein zentrales Thema von Schellings Naturphilosophie wurde. Es ging ihm um die „Konstruktion“ der Materie, um die Frage, wie die Entstehung einer sichtbaren Körperwelt gedacht werden kann, wenn alles, was in ihr „Form“ ist, der reinen Vernunft zugeordnet ist. Die Ideen fasste er im Sinne der Terminologie Kants als die Begriffe der reinen Vernunft und des reinen Verstandes auf. Später wandte sich Schelling jedoch vom kosmologischen Modell des Timaios ab, indem er die Vorstellung eines eigenständigen materiellen Prinzips verwarf. Diesen Bruch vollzog er so konsequent, dass er 1804 sogar bestritt, dass Platon der Verfasser des Timaios sei. Dennoch hielt er daran fest, dass der Timaios der früheste Vorläufer seiner „positiven Philosophie“ sei.

### Moderne

#### Altertumswissenschaftliche Forschung
Wie auch bei anderen Dialogen ist die Frage, inwieweit der Text Rückschlüsse auf Platons eigene Position ermöglicht, kontrovers diskutiert worden. 1928 veröffentlichte der Platon-Forscher Alfred Edward Taylor einen Timaios-Kommentar, in dem er bestritt, dass die Lehre des Timaios Platons Meinung entspricht. Taylor meinte, Platon lasse die Hauptfigur des Dialogs eine pythagoreische Auffassung vortragen, die er selbst nicht teile. Die Gegenposition begründete Francis Macdonald Cornford in seinem 1937 publizierten umfangreichen Timaios-Kommentar, der in der Folgezeit zur Standarddarstellung wurde. Cornfords Deutung, wonach es sich um Platons eigene Kosmologie handelt, hat sich in der Folgezeit durchgesetzt, ist aber auch im 21. Jahrhundert nicht ganz unbestritten. 2003 trug Rainer Enskat die Hypothese vor, Sokrates verzichte auf eine kritische Prüfung von Timaios’ These über das Abbildverhältnis der Zeit zur Ewigkeit nur höflichkeitshalber wegen seines Status als beschenkter Gast, obwohl diese These aus sokratischer Sicht problematisch sei.
In der zweiten Hälfte des 20. Jahrhunderts war insbesondere die Frage der inhaltlichen und chronologischen Einordnung des Timaios in das Gesamtwerk des Autors Gegenstand zahlreicher Untersuchungen. Dabei ging es vor allem um das Problem der Funktion der Ideen als Muster. Da dieses Konzept von Platons Timaios nicht zu einem nach dem Dialog Parmenides entstandenen Spätwerk des Philosophen zu passen schien, wurden verschiedene Lösungsvorschläge vorgetragen und diskutiert.

#### Philosophische Aspekte
Georg Wilhelm Friedrich Hegel befasste sich in den 1820er Jahren mit dem Timaios. Die naturphilosophischen Einzelheiten hielt er für unwesentlich. Er kritisierte die Vermischung von Vorstellung und begrifflicher Philosophie und urteilte, Platon habe über „die philosophische Beschaffenheit der Sache selbst“ noch kein Bewusstsein gehabt. Für Hegel lag ein fundamentaler Mangel darin, dass Platon nicht berücksichtigt habe, dass die Natur zugleich Geist sei. Andererseits lobte Hegel den Gedanken, dass Gott neidlos sei, und wandte sich nachdrücklich gegen die Vorstellung eines abwesenden, unzugänglichen Gottes; Gott müsse neidlos und daher erkennbar sein. Den erschaffenden Demiurgen hielt Hegel zwar für einen leeren Begriff, doch meinte er, Platons Konzept eines erzeugten Gottes habe über diese Leerheit hinausgeführt; erst der erzeugte Gott sei „das Wahrhafte“. Großes Gewicht legte Hegel auf die Proportionenlehre und die Seelenlehre im Timaios, die er im Sinne seiner eigenen Denkweise auslegte. Den dialektischen Gedanken der Einheit der Gegensätze fand er in der Beschreibung der Zusammensetzung der Weltseele ausgesprochen; dies sei eine der berühmtesten, tiefsten Stellen Platons. In der Seelenmischung sah er die Vereinigung von Einheit und Vielheit, Identität und Verschiedenheit in absoluter, die Unterschiede in sich enthaltender Identität.
Der Neukantianer Paul Natorp äußerte 1903 die Ansicht, der Demiurg sei nicht als konkrete, vom Prinzip der Bestimmung getrennte Substanz aufzufassen. Vielmehr meine Platon mit dem Schöpfer des Kosmos „die Idee der Idee, das Gesetz der Gesetzlichkeit überhaupt“. Diese Idee verwirkliche sich und bewirke damit das Werden und konkrete Sein nach Maßgabe der Ideen, das heißt der besonderen Bestimmtheiten. Auch in der Weltschöpfungslehre des Timaios halte Platon an der Gesetzesbedeutung der Idee fest, deren Geltung die des Logischen schlechthin sei. Unter den Urbildern seien die Prädikate wissenschaftlicher Urteile zu verstehen, unter den Abbildern „die bestimmten Prädikationen von diesem und diesem“. Das „Dritte aus beiden“ – Platons „Raum“ – sei das wissenschaftliche Urteil „x ist A“.
Der Neukantianer Nicolai Hartmann befasste sich in einer 1909 veröffentlichten Untersuchung mit dem „Aufnehmenden“ im Timaios, „worin sich das Werden abspielt“. Er betonte, dass es schwer fasslich sei, denn es fehle ein angemessener Begriff, in dem es „zur Ruhe kommen könnte“. Platon bestimme das Aufnehmende als das Räumliche; ein stoffliches Substrat solle man darin nicht suchen. Die Annahme eines Urstoffs sei Platon nicht zu unterstellen, vielmehr habe er sie direkt verworfen und der Materie kein eigenständiges Sein als zweites Urprinzip eingeräumt. Die Struktur allein mache für ihn das ganze Wesen des Körpers aus; erst das Räumliche konstituiere am Werdenden den Körper. Das Werden, an dem die ganze Reihe der Ideen beteiligt sei, und der Raum seien die beiden Faktoren, deren Zusammenwirken das erscheinen lasse, „was wir das Stoffliche, Körperliche nennen“, und dieses „Erscheinen“ sei das Dasein. Körper sei nichts anderes als geometrisch begrenzter Raum. Das sei Platons Lösung des Problems der Materie. Sie sei zwar unzulänglich, doch sei erst auf der Grundlage neuzeitlicher Naturwissenschaft ein darüber hinausführender Erkenntnisfortschritt möglich geworden.
Bertrand Russell fällte 1945 ein vernichtendes Urteil. Er befand, der Timaios sei philosophisch unbedeutend und sein starker Einfluss auf die Geistesgeschichte merkwürdig, denn es stehe darin „bestimmt mehr schlechthin Törichtes“ als in Platons sonstigen Schriften.
Der Naturphilosoph Klaus Michael Meyer-Abich nahm 1973 zur Bedeutung des eikos mythos im Timaios Stellung. Nach seinem Verständnis geht es um die Bedingungen, unter denen Physik als Wahrheit gegeben sein kann. Für Meyer-Abich ist Platons „Mythos“ eine qualitative Naturkunde, die betrieben wird, weil es keinen Sinn hat, auf die quantitativen Verhältnisse einzugehen, solange sie nicht durch einen wirklichkeitsgemäßen Logos – eine mathematische Naturbeschreibung – begründet werden können. Platon habe im Timaios die Mathematik und Naturwissenschaft seiner Zeit kritisiert, da sie ihre Voraussetzungen nicht hinterfragt habe. Hierzu erinnerte Meyer-Abich an Heideggers Feststellung „Die Wissenschaft denkt nicht“. Allerdings konstatierte er auch, dass Platons Untersuchung der Voraussetzungen zu etwas führe, das im Zusammenhang eines wirklichkeitsgemäßen Logos als Mythos erscheinen müsse. Möglicherweise sei die Wahrheit eines jeglichen Logos letztlich nur als Mythos gegeben.
Hans-Georg Gadamer legte 1974 seine Interpretation des Dialogs vor. Er stellte sich die Aufgabe, die mythische Erzählung in die eigentliche Dialektik zu integrieren. Platon wechsle nicht sorglos zwischen mythischen und theoretischen Elementen des Textes, sondern komponiere bewusst. Gadamer betonte, der Demiurg sei nicht bei der geometrischen Konstitution der Elemente beteiligt, sondern übernehme die von der Notwendigkeit vorgeordneten Elemente. Er erschaffe nicht, sondern erzeuge nur Ordnung.
Jacques Derrida widmete 1987 der chora, dem aufnehmenden Prinzip im Timaios, einen Essay, in dem er diskurstheoretische Folgerungen aus Platons Einführung der „dritten Gattung“ zog. Er meinte, das von Platon mit chora Bezeichnete fordere die Logik der Binarität, des Ja oder Nein, heraus. Somit unterstehe die chora möglicherweise einer anderen Logik. Sie schwanke nicht zwischen zwei Polen, sondern zwischen zwei Gattungen des Schwankens: der zweifachen Ausschließung („weder/noch“) und der Teilnahme („zugleich“). Die Logik oder Meta-Logik dieses „Über-Schwankens“ könne von den Gattungen des Seins zu den Gattungen des Diskurses verschoben werden. Der Diskurs über chora spiele für die Philosophie eine Rolle analog zu der, welche chora für den Gegenstand des Diskurses, den Kosmos, spiele. Die Philosophie sei nicht in der Lage, von dem, dem ihre Annäherung gelte, direkt, „im Modus der Wachsamkeit“, zu sprechen.

#### Naturwissenschaftsgeschichtliche Aspekte
Im 20. Jahrhundert wurde der Timaios als wissenschaftsgeschichtlicher Faktor kontrovers beurteilt. Manche Wissenschaftshistoriker nahmen einen ungünstigen Einfluss Platons auf die Entwicklung der Naturwissenschaft an und sahen darin einen Unglücksfall. Sie wiesen auf seine Geringschätzung der empirischen Forschung hin, die eine Gegenposition zur Grundlage der experimentellen Naturwissenschaft sei. Außerdem wurde geltend gemacht, der Timaios sei hinsichtlich seiner naturwissenschaftlichen Hypothesen insgesamt ein Fehlschlag. Ferner wurde die Originalität der naturkundlichen Ausführungen von Platons Timaios bestritten; diese seien nur das Ergebnis einer Vermischung von damals bereits bekannten Theorien. Ein weiteres Argument lautete, Platon sei als Metaphysiker und „Mystiker“ naturwissenschaftlich nicht ernst zu nehmen. Die Gegenposition vertraten eine Reihe von Philosophen und Altertumswissenschaftlern, darunter Ulrich von Wilamowitz-Moellendorff, Alfred North Whitehead, Paul Shorey und Paul Friedländer. Zur Begründung einer positiven Einschätzung wurde unter anderem vorgebracht, Platons Mathematisierung der Naturforschung sei als zukunftsweisender Fortschritt zu würdigen, seine Annahme einer mathematischen Struktur der Natur mache ihn zu einem Vorläufer des modernen naturwissenschaftlichen Denkens. Wilamowitz und Whitehead machten geltend, Platon stehe in gewisser Hinsicht der modernen naturwissenschaftlichen Denkweise näher als Aristoteles.
Die positive Einschätzung, zu deren anfänglicher Formulierung und Begründung Whitehead einen maßgeblichen Beitrag leistete, ist seit der zweiten Hälfte des 20. Jahrhunderts vorherrschend. Werner Heisenberg berichtet in seiner Autobiografie ausführlich von seinem bereits 1919 erfolgten erstmaligen Studium des griechischen Platotextes. Er habe die in diesem Text vorgetragenen Gedanken „zunächst für ganz absurd gehalten“. Er sehe aber jetzt „hier zum ersten Mal einen Weg“ vor sich, da diese Erklärungen „nun auf einmal plausibel erschienen“. Der Physiker stimmt mit Platos Timaios überein, dass die Welt im Innersten von mathematischen Formen zusammengehalten werde und die klassische Vorstellung der Trennung von Geist und Materie überholt sei. Die Zahlenmystik der Quantenphysik erinnerte ihn „an die Beobachtungen der alten Pythagoreer, nach denen zwei schwingende Saiten dann harmonisch zusammen klingen, wenn bei gleicher Spannung ihre Längen in einem ganzzahligen Verhältnis stehen.“ (S. 47). Der Physiker wies auch 1958 darauf hin, dass die Elementarteilchen im Timaios „letzten Endes nicht Stoff, sondern mathematische Form“ seien. Diesbezüglich bestehe eine Übereinstimmung mit der Quantentheorie. Karl Popper befand 1962, Platon habe eine spezifisch geometrische Fassung der zuvor rein arithmetischen Atomtheorie vorgetragen. Durch diese Weichenstellung sei die Geometrie und nicht die Arithmetik das grundlegende Instrument aller physikalischen Erklärungen und Beschreibungen geworden, sowohl in der Theorie der Materie als auch in der Kosmologie. Damit habe Platon die Misere des griechischen Atomismus in eine bedeutende Errungenschaft verwandelt. Die geometrische Kosmologie sei seine größte Leistung. 1968 urteilte Geoffrey Lloyd, der Timaios markiere ein neues Stadium der Auseinandersetzung mit zahlreichen typischen Problemen der frühen griechischen Naturphilosophie. In der Physik sei sein geometrischer Atomismus eine originelle Lösung der zentralen Frage nach den kleinsten Bausteinen der materiellen Objekte. 1978 wies Karin Alt auf den Unterschied zwischen einer älteren und einer neueren Perspektive hin: Im Rahmen der älteren, von der Denkweise des 19. Jahrhunderts geprägten Vorstellungen wirke Platons Konzeption des Materiellen abwegig und naiv, von den Voraussetzungen der neueren Physik her sei sie hingegen zugänglich und faszinierend. Seine Vorstellung des Körperlich-Räumlichen sei von der Struktur bestimmt und könne insofern „in aufregendem Maße modern genannt werden“. Allerdings wirke in seiner Durchführung und Anwendung der Konzeption einiges unklar, widersprüchlich und absonderlich. Hans Günter Zekl bezeichnete 1992 die Materie- und Raumtheorie des Timaios als produktive Transformation der Theoreme der damals modernen Atomistik und Alternativmodell zu ihnen. Der Vortrag des Timaios biete eine große Synthese aller bisherigen Naturforschung, die den aufgenommenen Stoff auf ein höheres Reflexionsniveau hebe.
Carl Friedrich von Weizsäcker hielt 1970 einen Vortrag über die Geschichte der platonischen Naturwissenschaft. Er stellte fest, die moderne Physik gehe gleichsam rekapitulierend die verschiedenen bei Platon entworfenen Gedanken durch, allerdings mit einer anderen Auffassung von der Zeit. Im Timaios habe Platon ein Derivationssystem entworfen, mit dem er das, was das Wesen eines Elements ausmache, über die Dreiecke und über die Linie auf die Zahl zurückführe. Damit habe er einen Versuch einer deduktiven Naturwissenschaft unternommen. Dahinter stehe der Gedanke der Einheit der Natur, wie in der modernen Physik, deren Entwicklung auf die Entdeckung einer Einheit als Grundprinzip zusteuere. Eine Vollendung der Physik, „so wie sie heute als möglich am Horizont zu stehen scheint“, verlangt nach Weizsäckers Einschätzung eine philosophische Reflexion, die der platonischen „als Partner gegenüberstehen würde“.
2010 publizierte der Physik-Nobelpreisträger Anthony James Leggett einen Aufsatz, in dem er aus der Perspektive der modernen Physik und Kosmologie auf die im Timaios erörterten Fragen einging.
Im Vordergrund des Interesses stehen seit jeher die physikalischen Aspekte, doch wird in der naturwissenschaftsgeschichtlichen Forschung auch darauf hingewiesen, dass die Ausführungen von Platons Timaios über die Eigenschaften und Reaktionen von Stoffen chemische Überlegungen enthalten. In diesem Sinne ist bei Klaus Ruthenberg von einer platonischen Chemie die Rede. Ruthenberg konstatiert, es handle sich um den frühesten schriftlich festgehaltenen Ansatz zu einer theoretischen Chemie.

#### Psychologische Deutung
Carl Gustav Jung befasste sich im Rahmen seiner psychologischen Deutung des Trinitätsdogmas auch mit vorchristlichen Parallelen zur Vorstellung einer göttlichen Dreifaltigkeit und untersuchte unter diesem Gesichtspunkt die Zahlenlehre des Timaios. Platons Timaios stellt fest, die Verbindung eines Gegensatzpaars durch ein „Mittleres“ könne nur eine Vereinigung zweidimensionaler Gebilde sein. Die Vereinigung dreidimensionaler Gebilde erfordere zwei Mittlere. Nach Timaios’ Angaben verhält sich ein Element (Feuer) zum ersten Mittleren (Luft) wie dieses zum zweiten Mittleren (Wasser) und wie das zweite Mittlere zum vierten Element (Erde). Durch diese ihnen gemeinsame Proportion sind sie fest verknüpft. Nach der Elementenlehre des Timaios ergibt die Vereinigung der Extreme Feuer und Erde durch die beiden Mittelglieder eine Vierheit, und damit entsteht Körperlichkeit. Nach Jungs psychologischer Deutung geht es hier um das Dilemma des bloßen Gedachtseins (Zweidimensionalität und Dreiheit) und der physischen Wirklichkeit oder Verwirklichung (Dreidimensionalität und Vierheit, „Quaternio“), das für den Philosophen ein Problem erster Ordnung sei. Platon sei in der Dreiheit der Gedankenwelt geblieben, er habe sich mit der „Harmonie eines schwerelosen Gedankengemäldes“ begnügen müssen. Den „Schritt von Drei zu Vier“, der „auf dem Gedanken fremde und unerwartete Schwere, Trägheit und Beschränkung“ stoße, habe er zwar in der Elementenlehre gefordert, aber in der Seelenlehre nicht vollzogen; anderenfalls hätte er die Weltseele nicht als Dreiheit, sondern als Vierheit aufgefasst. Die „Widerspenstigkeit des Vierten“ habe er nicht gemeistert.

## Ausgaben und Übersetzungen
Ausgaben mit Übersetzung
- Gunther Eigler (Hrsg.): Platon: Werke in acht Bänden, Bd. 7, 4. Auflage, Wissenschaftliche Buchgesellschaft, Darmstadt 2005, ISBN 3-534-19095-5, S. 1–210 (Abdruck der kritischen Ausgabe von Albert Rivaud, 4. Auflage, Paris 1963, mit der deutschen Übersetzung von Hieronymus Müller, Leipzig 1857)
- Thomas Paulsen, Rudolf Rehn (Hrsg.): Platon: Timaios. Reclam, Stuttgart 2003, ISBN 3-15-018285-9 (unkritische Ausgabe mit Übersetzung der Herausgeber)
- Hans Günter Zekl (Hrsg.): Platon: Timaios. Meiner, Hamburg 1992, ISBN 3-7873-1040-1 (griechischer Text der Ausgabe von John Burnet, 1902, ohne den kritischen Apparat; daneben Übersetzung von Zekl)

Deutsche Übersetzungen
- Manfred Kuhn: Platon: Timaios, Meiner, Philosophische Bibliothek 686, Hamburg 2017, ISBN 978-3-7873-2867-3 (Mit einer erschließenden Lesebegleitung und einem Anhang über die Nachwirkung des „Timaios“ in der Philosophiegeschichte.)
- Walter F. Otto, Ernesto Grassi, Gert Plamböck (Hrsg.): Platon: Timaios. Übersetzung nach Platon, Sämtliche Werke, nach der Übersetzung von Friedrich Schleiermacher und Hieronymus Müller. Band 5, Hamburg 1961.
- Otto Apelt: Platons Dialoge Timaios und Kritias. In: Otto Apelt (Hrsg.): Platon: Sämtliche Dialoge, Bd. 6, Meiner, Hamburg 2004, ISBN 3-7873-1156-4 (mit Einleitung und Erläuterungen; Nachdruck der 2., durchgesehenen Auflage, Leipzig 1922)
- Rudolf Rufener: Platon: Spätdialoge II (= Jubiläumsausgabe sämtlicher Werke, Bd. 6). Artemis, Zürich/München 1974, ISBN 3-7608-3640-2, S. 191–306 (mit Einleitung von Olof Gigon S. XXXII–IL).
- Franz Susemihl: Timaios. In: Erich Loewenthal (Hrsg.): Platon: Sämtliche Werke in drei Bänden, Bd. 3, unveränderter Nachdruck der 8., durchgesehenen Auflage, Wissenschaftliche Buchgesellschaft, Darmstadt 2004, ISBN 3-534-17918-8, S. 91–191

Antike lateinische Übersetzungen
- Karl Bayer, Gertrud Bayer (Hrsg.): Marcus Tullius Cicero: Timaeus de universitate. Timaeus, Über das Weltall. Artemis & Winkler, Düsseldorf 2006, ISBN 3-7608-1746-7 (lateinischer Text nach der Ausgabe von Giomini, geringfügig verändert und ohne den kritischen Apparat; daneben deutsche Übersetzung der Herausgeber)
- Remo Giomini (Hrsg.): De divinatione. De fato. Timaeus (= M. Tulli Ciceronis scripta quae manserunt omnia, Fasc. 46). Teubner, Leipzig 1975 (kritische Edition der Übersetzung Ciceros, daneben der griechische Text)
- Claudio Moreschini (Hrsg.): Calcidio: Commentario al “Timeo” di Platone. Bompiani, Milano 2003, ISBN 88-452-9232-0 (die lateinische Übersetzung und der Kommentar des Calcidius mit italienischer Übersetzung; lateinischer Text nach der Ausgabe von Waszink ohne den kritischen Apparat)
- Jan Hendrik Waszink (Hrsg.): Timaeus a Calcidio translatus commentarioque instructus (= Plato Latinus, Bd. 4). 2. Auflage, The Warburg Institute, London 1975, ISBN 0-85481-052-8 (kritische Edition der Übersetzung und des Kommentars des Calcidius)